# Guy de Maupassant
Pour les articles homonymes, voir Guy de Maupassant (homonymie).
Œuvres principales
- Romans :
  - Une vie (1883)
  - Bel-Ami (1885)
  - Pierre et Jean (1888)
- Près de 300 contes et nouvelles, dont :
  - Boule de Suif (1880)
  - La Parure (1884)
  - Le Horla (1887)
  - Le Rosier de madame Husson (1887)
  - L'Inutile Beauté (1890)

Guy de Maupassant [gi d(ə) mo.pa.ˈsɑ̃], né le 5 août 1850 au château de Miromesnil près de Tourville-sur-Arques, (France) et mort le 6 juillet 1893 dans le 16e arrondissement de Paris, est un écrivain et journaliste littéraire français.
Lié à Gustave Flaubert et à Émile Zola, Maupassant a marqué la littérature française par ses six romans, dont Une vie en 1883, Bel-Ami en 1885, Pierre et Jean en 1887-1888, et surtout par ses nouvelles (parfois intitulées contes) comme Boule de Suif en 1880, les Contes de la bécasse (1883) ou Le Horla (1887). Ces œuvres retiennent l’attention par leur force réaliste, la présence importante du fantastique et par le pessimisme qui s’en dégage le plus souvent, mais aussi par la maîtrise stylistique. La carrière littéraire de Maupassant se limite à une décennie — de 1880 à 1890 — avant qu’il ne sombre peu à peu dans la folie due à la syphilis et ne meure peu avant l'âge de 43 ans. Reconnu de son vivant, il conserve un renom de premier plan, renouvelé encore par les nombreuses adaptations cinématographiques de ses œuvres.

## Biographie

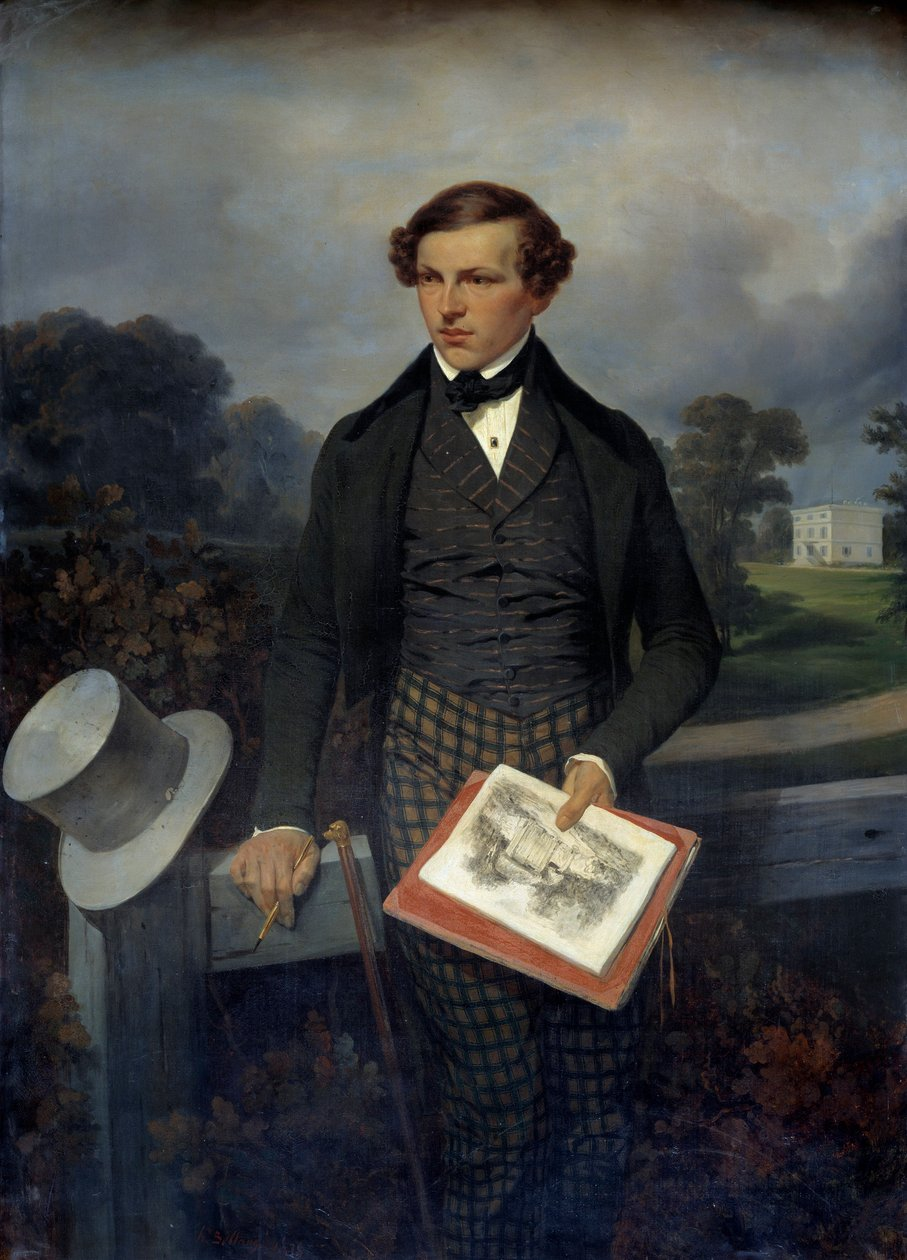
Gustave de Maupassant, le père de l'écrivain.

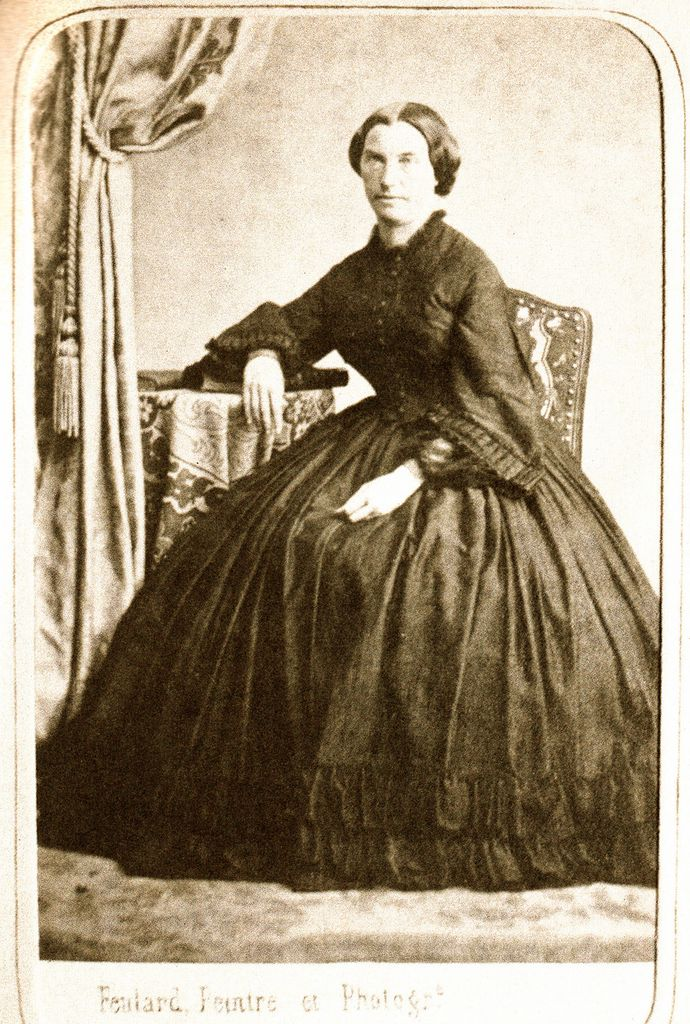
Laure Le Poittevin, mère de Guy de Maupassant.

### Enfance et jeunesse
Né Henri-René-Albert-Guy de Maupassant en 1850 au château de Miromesnil, près de Dieppe dans le département de Seine-Inférieure (aujourd'hui Seine-Maritime), il est le fils aîné de Gustave de Maupassant (1821-1899), dont la famille est de petite noblesse : son quadrisaïeul, Jean-Baptiste de Maupassant (1699–1774), titulaire de la charge de conseiller-secrétaire du roi, est nommé messire héréditaire du Saint-Empire[source secondaire souhaitée] et anobli en tant qu'écuyer par lettres patentes datées de 1752 par l'empereur François Ier.
La famille Maupassant ne dispose d'aucune reconnaissance nobiliaire officielle correspondante au royaume de France et ne peut profiter de cette ascension, et bien qu'originaire de Meuse, en Lorraine,[réf. nécessaire] part s'installer en Seine-Inférieure au début du XIXe siècle. Son père, Gustave de Maupassant — né Maupassant, obtint par arrêté royal du tribunal civil de Rouen, le 9 juillet 1846, la rectification de son nom, désormais précédé de la particule nobiliaire — homme volage, en 1846, se marie avec Laure Le Poittevin, une demoiselle de la bonne bourgeoisie normande. Sa mère l'a exhorté lors de leur mariage en 1846 à obtenir le droit d'utiliser la particule nobiliaire ou la forme « de Maupassant » en tant que nom de famille, pour reconnaître son ascendance noble. Avec son frère Alfred, elle est l’amie de Gustave Flaubert, le fils d’un chirurgien de Rouen qui devait exercer une certaine influence sur la vie de ce dernier. Le père d'Alfred et de Laure est le parrain de Flaubert.
Laure fut une femme d’une culture littéraire peu commune, aimant beaucoup les classiques, particulièrement Shakespeare. En 1854, la famille s’installe au château Blanc de Grainville-Ymauville, près du Havre. En 1856, naît Hervé, le frère cadet de Guy. En 1859, Gustave de Maupassant trouve un emploi à la banque Stolz à Paris ; Guy est scolarisé au lycée impérial Napoléon. Séparée de son mari volage en décembre 1860, Laure s'installe avec ses deux fils à Étretat (elle survivra à ses deux fils, comme leur père).
Guy passe le reste de son enfance dans la maison « Les Verguies », une grande bâtisse du XVIIIe siècle à Étretat — que Laure sur les conseils de son frère, Alfred Le Poittevin, a acquise avant son mariage — où, entre mer et campagne, il grandit dans l'amour de la nature et des sports en plein air ; il va pêcher avec les pêcheurs de la côte et parle cauchois avec les paysans. Il est profondément attaché à sa mère.
À 13 ans, il est pensionnaire de l'Institution ecclésiastique d'Yvetot, selon le souhait de sa mère. C’est en ces lieux qu’il commence à versifier. De sa première éducation catholique, il conservera une hostilité marquée envers la religion ; il finira par se faire renvoyer en 1868, ayant écrit des vers licencieux.
Il est alors inscrit au lycée de Rouen, où il se montre bon élève, s’adonnant à la poésie et participant beaucoup aux pièces de théâtre. Il étudie entre autres les textes de Hegel, pour qui il éprouve d'ores et déjà un profond intérêt. Il a pour professeur de littérature le philologue Alexandre Héron. À cette époque, il côtoie Louis-Hyacinthe Bouilhet et surtout Gustave Flaubert, dont il devient le disciple.
En 1868, en vacances à Étretat, il sauve de la noyade le poète anglais décadent Algernon Swinburne, lequel l'invite à dîner dans sa Chaumière de Dolmancé en remerciement pour son courage (cette villa où Maupassant fut invité à plusieurs reprises par Georges E. J. Powell et son ami Swinburne se trouvait au chemin des Haules à Étretat). Mais, ce qu'il voit lors de ce repas l'effraie : Powell, Swinburne, un singe et une main coupée (il en tirera la nouvelle La Main d'écorché, qu'il modifie et publie en 1883 sous le titre de La Main). Puis vient un second repas quelques jours plus tard : G. E. J Powell suce les doigts de la main coupée.
Bachelier ès lettres le 27 juillet 1869 à Rouen, il part étudier le droit à Paris sur le conseil de sa mère et de Flaubert. La guerre qui s'annonce va contrarier ces plans.
Ayant à peine 20 ans, Guy de Maupassant s'engage comme aspirant pour la guerre franco-prussienne. Affecté d’abord dans les services d’intendance puis dans l’artillerie, il participe à la retraite des armées normandes devant l’avancée allemande. Après la guerre, il paie un remplaçant pour achever à sa place son service militaire et il quitte la Normandie pour s'installer durablement à Paris.

### Premiers métiers

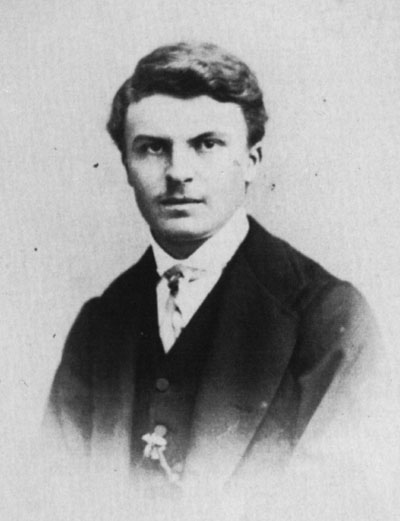
Guy de Maupassant à 18 ou 20 ans.

À Paris, Guy de Maupassant travaille un an gratuitement au ministère de la Marine — il a le titre d'« employé aux écritures non rémunéré » —, probablement à partir de mars 1872, dans l'espoir de monter dans l'administration. Embauché, il passera dix années comme commis, d’abord à la Marine, puis au ministère de l’Instruction publique où il est transféré en 1878 grâce à Gustave Flaubert ; il y restera jusqu'en 1882. Le soir, il travaille d'arrache-pied à ses œuvres littéraires. En février 1875, il publie son premier conte, La Main d'écorché, sous le pseudonyme de Joseph Prunier dans L'Almanach lorrain de Pont-à-Mousson et Le Bulletin Français publie le 10 mars 1876, sous la signature de Guy de Valmont, son conte En canot. En octobre 1876, à Catulle Mendès qui l'approche pour devenir franc-maçon, Maupassant répond : « […] Je veux n'être jamais lié à aucun parti politique, quel qu'il soit, à aucune religion, à aucune secte, à aucune école ; ne jamais entrer dans aucune association professant certaines doctrines, ne m'incliner devant aucun dogme, devant aucune prime et aucun principe, et cela uniquement pour conserver le droit d'en dire du mal »,.

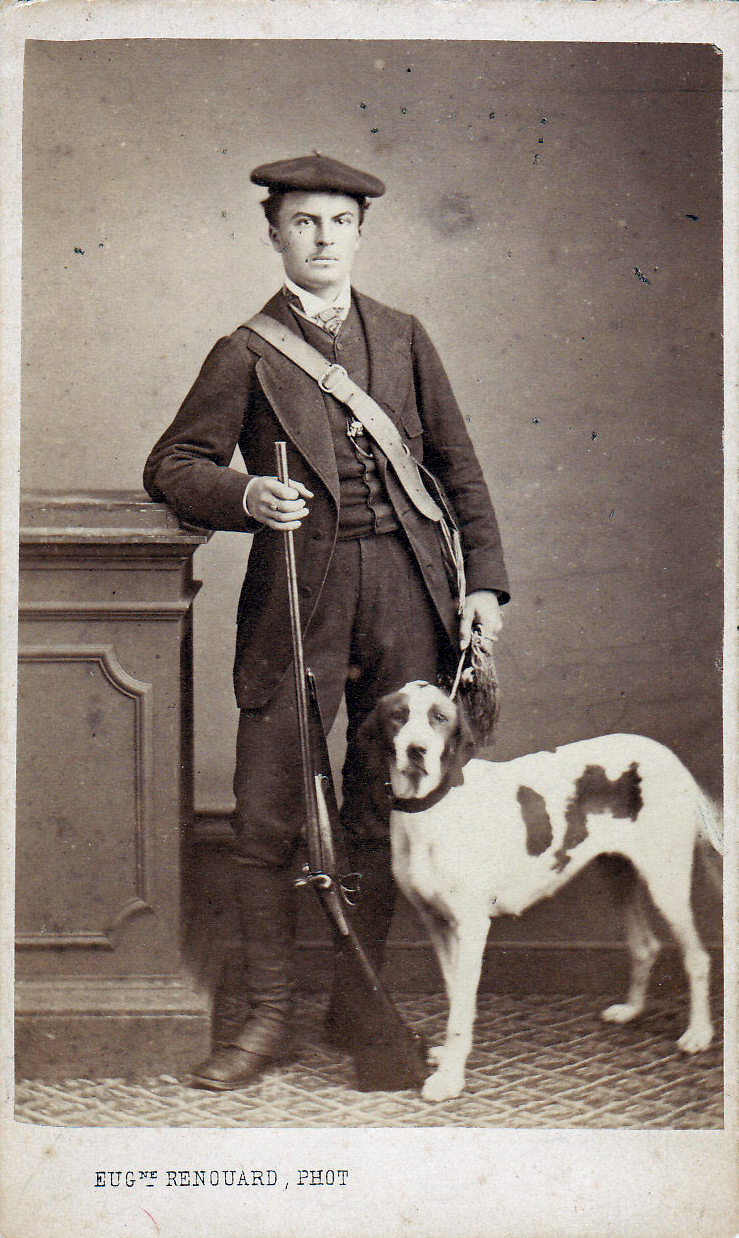
Guy de Maupassant en tenue de chasseur.

Pendant huit ans, de 1872 à 1880, sa distraction fut le canotage sur la Seine, toujours en galante compagnie, le dimanche, et pendant les vacances. Il va à Bezons, Argenteuil, Sartrouville, Chatou, Bougival et le plus souvent se rend à l’auberge Poulin à Bezons, à la Maison Fournaise à Chatou et à La Grenouillère, un radeau-établissement de bains située face à Croissy-sur-Seine,. En compagnie de ses amis, « Tomahawk » (Henri Brainne), « Petit Bleu » (Léon Fontaine), « Hadji » (Albert de Joinville), et « La Tôque » (Robert Pinchon), Maupassant forme une joyeuse confrérie, et emmène en promenade des filles dociles sur la yole achetée en commun et baptisée Feuille de rose. Lui se fait appeler « Maistre Joseph Prunier, canoteur ès eaux de Bezons et lieux circonvoisins ».

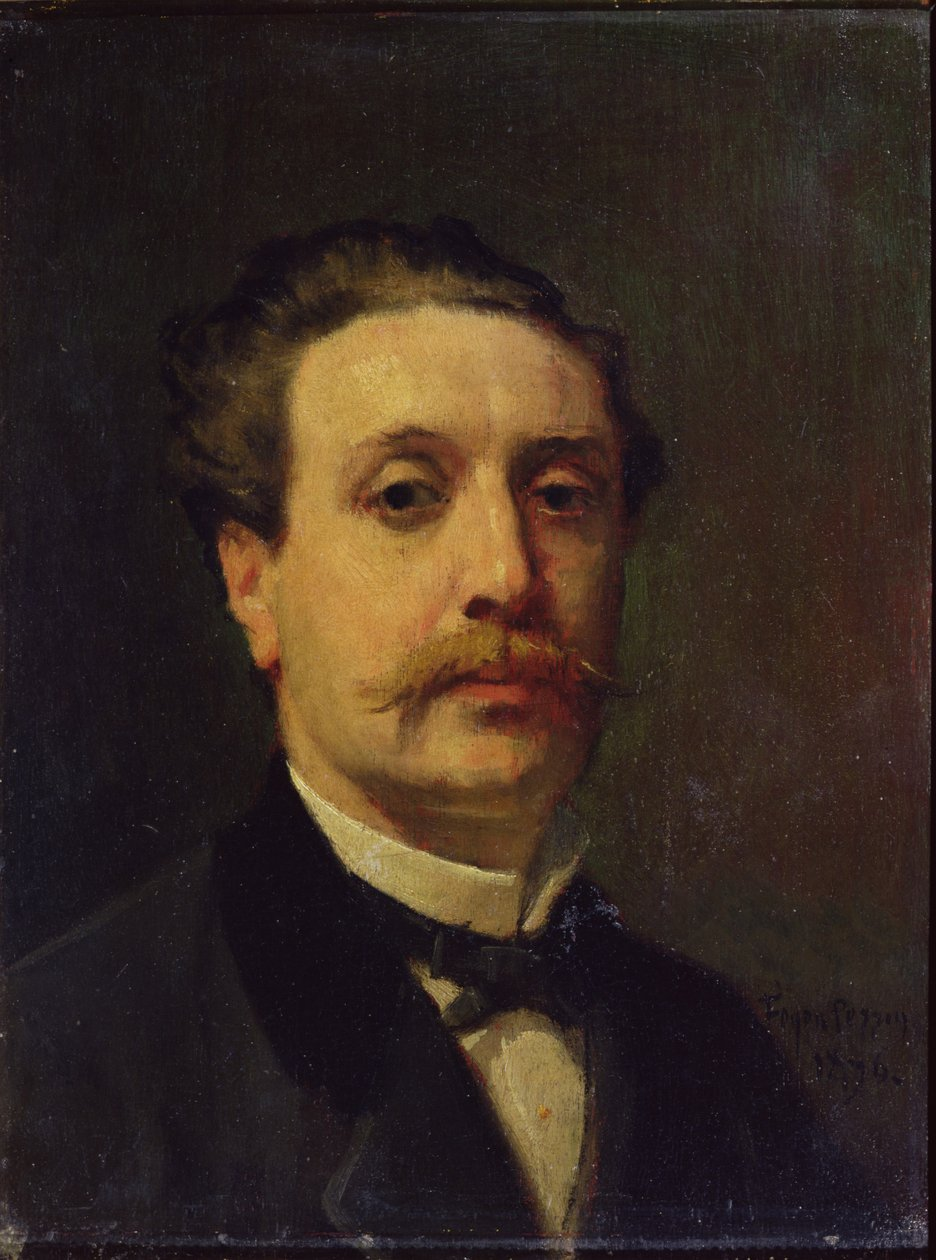
Portrait de Maupassant par Augustin Feyen-Perrin, 1876.

Auparavant, fin janvier 1877, le romancier russe Tourgueniev le rencontre et le trouve tout décati [sic], bien qu'il n'aura que vingt-sept ans en août. Le diagnostic tombe : syphilis. Cette maladie — il en mourra — ne cessera d'empoisonner l'existence du jeune homme, même s'il s'en gausse alors dans une lettre écrite le 2 mars 1877 à son ami Pinchon :

« Tu ne devineras jamais la merveilleuse découverte que mon médecin vient de faire en moi … La vérole …J'ai la vérole ! enfin la vraie, pas la misérable chaude-pisse, pas l'ecclésiastique christalline, pas les bourgeoises crêtes de coq, les légumineux choux-fleurs, non, non, la grande vérole, celle dont est mort François Ier. Et j'en suis fier, malheur, et je méprise par-dessus tout les bourgeois. Alléluia, j'ai la vérole, par conséquent, je n'ai plus peur de l'attraper, ! … »

Le 11 mars 1877, Maupassant prend un traitement à base d’arsenic et d’iodure de potassium. Mais cela lui occasionne des troubles digestifs ; il doit l’arrêter. Ladreit de la Charrière, médecin au ministère de la Marine, l’envoie alors faire une cure d’eaux sulfatées,
En 1877 toujours, Guy Maupassant se plaint à Tourgueniev de perdre ses cheveux par poignées, ce qui est le signe d'une syphilis secondaire. Il se plaint également de migraines tenaces qui lui broient la tête et qui l’empêchent de lire plus d’une heure de suite.
Une autre activité de Maupassant est la chasse : il ne la manquera que rarement dosant la poudre de ses cartouches et sélectionnant ses chiens d'arrêt. L'activité cynégétique de l'auteur est surtout présente dans l'imaginaire des contes.

### Débuts littéraires

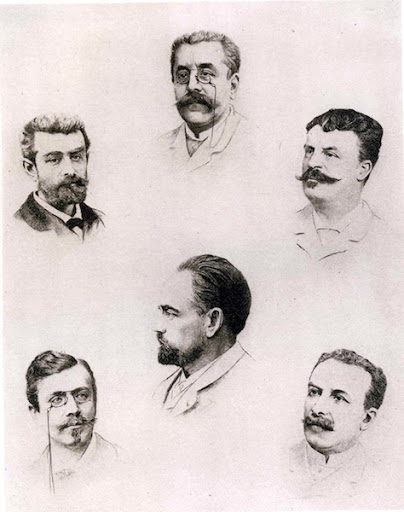
Le groupe de Médan, avec, en commençant en haut puis dans le sens des aiguilles d'une montre : Paul Alexis, Guy de Maupassant, Henry Céard, Léon Hennique, Joris-Karl Huysmans et au centre Émile Zola.

Flaubert le prend sous sa protection et devient pour lui une sorte de mentor littéraire, guidant ses débuts dans le journalisme et la littérature. Le 31 mai 1877, dans l'atelier du peintre Becker, dans le VIe arrondissement, en présence de Flaubert, d'Émile Zola, de Valtesse de La Bigne, de Suzanne Lagier — la princesse Mathilde voulait venir à tout prix, masquée… L'ermite de Croisset l'en dissuada — et d'Edmond de Goncourt, Maupassant et ses amis organisent une seconde représentation de la pièce À la feuille de rose, maison turque. À la même époque, il se rend chez Mallarmé, pour ses jeudis au 87, rue de Rome dans le XVIIe. Au mois d'août de cette même année de farces et de salons, le jeune Maupassant suit une cure à Loèche dans le Valais suisse : Flaubert à cette occasion rapporte à Tourgueniev : « Aucune nouvelle des amis, sauf le jeune Guy. Il m'a écrit récemment qu'en trois jours il avait tiré dix-neuf coups ! C'est beau ! Mais j'ai peur qu'il ne finisse par s'en aller en sperme… ». Flaubert cependant ne craint pas de le rappeler à l'ordre, comme en témoigne cette lettre du 15 août 1878 : « Il faut, entendez-vous, jeune homme, il faut travailler plus que cela. J'arrive à vous soupçonner d'être légèrement caleux. Trop de putains ! trop de canotage ! trop d'exercice ! oui, monsieur ! Le civilisé n'a pas tant besoin de locomotion que prétendent les médecins. Vous êtes né pour faire des vers, faites-en ! “Tout le reste est vain” à commencer par vos plaisirs et votre santé ; foutez-vous cela dans la boule »,. Chez Flaubert, outre Tourgueniev, il rencontre Émile Zola, ainsi que de nombreux écrivains appartenant aux mouvements naturaliste et réaliste. Il écrit beaucoup de vers et de courtes pièces. Il commence aussi à fournir des articles à plusieurs journaux importants comme Le Figaro, Gil Blas, Le Gaulois et L'Écho de Paris, puis consacre ses loisirs à l’écriture de romans et de nouvelles. Toujours encouragé par Flaubert, le vieil ami de sa famille, il publie en 1879 son premier livre, un fascicule d’une centaine de pages, Histoire du vieux temps. Celui-ci est représenté le 19 février 1879 chez Ballande, au Troisième Théâtre Français, sous la forme d'une comédie en un acte et en vers ; c'est un honnête succès.
S'étant lié avec Zola, il participe en 1880 au recueil collectif des écrivains naturalistes Les Soirées de Médan avec sa première nouvelle, Boule de Suif, qui remporte d'emblée un grand succès et que Flaubert qualifie de « chef-d'œuvre qui restera ». Maupassant a décrit dans sa nouvelle l'Auberge du cygne à Tôtes, il y a également séjourné comme Flaubert qui y écrivit en partie Madame Bovary. La même année, la disparition subite de Flaubert, le 8 mai 1880, laisse le nouvel écrivain seul face à son destin (C'est à l'auberge Poulin de Bezons que Guy de Maupassant apprend par un télégramme, la mort de son maître),. À cette occasion, il écrit un peu plus tard : « Ces coups-là nous meurtrissent l'esprit et y laissent une souffrance continue qui demeure en toutes nos pensées. Je sens en ce moment d'une façon aiguë l'inutilité de vivre, la stérilité de tout effort, la hideuse monotonie des évènements et des choses et cet isolement moral dans lequel nous vivons tous, mais dont je souffrais moins quand je pouvais causer avec lui ».

### Écrivain à succès

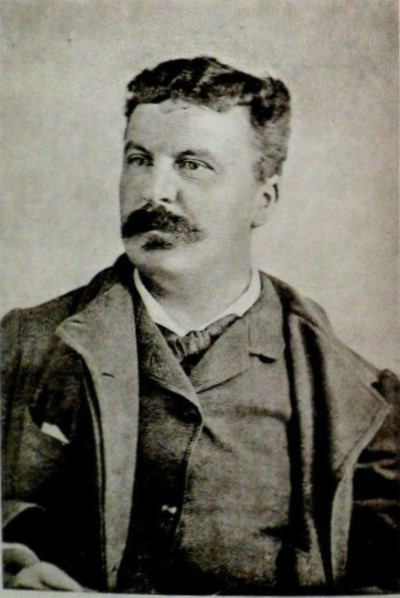
Maupassant à 31 ans.

La décennie de 1880 à 1890 est la période la plus féconde de la vie de Maupassant : il publie six romans, plus de trois cents nouvelles et quelques récits de voyage. Rendu célèbre par sa première nouvelle, il travaille méthodiquement et produit annuellement deux et parfois quatre volumes. Le sens des affaires joint à son talent lui apporte la richesse.
Guy de Maupassant évoque ses troubles oculaires en 1880. Il écrit à Flaubert : « Je n’y vois presque plus de l’œil droit… enfin, c’est à peine si je peux écrire en fermant cet œil ». Au mois de mars 1880, il précise : « J’ai une paralysie de l’accommodation de l’œil droit et Abadie considère cette affection comme à peu près inguérissable ». Le docteur Abadie qu’il a consulté préconise l’administration de cyanure de mercure, puis l’adresse au professeur Rendu. L’année suivante, le 7 août 1881, Maupassant écrit à son ami Pinchon : « […] T’épate pas si ce n’est pas mon écriture. J’ai un œil qui dit Zola à l’autre ».
En mai 1881, il publie son premier volume de nouvelles sous le titre de La Maison Tellier, qui atteint en deux ans sa douzième édition. Le 6 juillet, il quitte Paris pour l'Afrique du Nord comme envoyé spécial du journal Le Gaulois, il a tout juste le temps d'écrire à sa maîtresse Gisèle d'Estoc : « Je suis parti pour le Sahara !!! […] Ne m'en veuillez point ma belle amie de cette prompte résolution. Vous savez que je suis un vagabond et un désordonné. Dites-moi où adresser mes lettres et envoyez les vôtres à Alger poste restante. Tous mes baisers partout… ».
Durant l'été 1881, l'écrivain, alors âgé de 30 ans, se rend en Algérie et en Tunisie pour le compte du journal Le Gaulois. Il y reste trois mois, sillonnant les villes et les régions désertiques. Il s'agit de comprendre les soulèvements anti-français et leur répression. Dans une série d'articles publiés de manière anonyme à partir du 20 juillet 1881, Maupassant se montre fortement critique à l'égard de la politique coloniale menée par la France. Ses « Lettres d'Afrique » sont signées sous les pseudonymes de « Un colon » ou bien « Un officier ». À la différence de Lamartine ou de Hugo, Maupassant journaliste ne s'y révèle pas toutefois en opposant radical à la présence française. Il pointe de manière incisive et sous couvert de l'anonymat les réelles injustices et visibles dysfonctionnements de la colonisation.
Il revient à Paris vers la mi-septembre après un bref séjour en Corse. Toujours pour Le Gaulois, Maupassant se choisit le pseudonyme de « Maufrigneuse », sous lequel il se permettra ses articles les plus polémiques. En 1883, il termine son premier roman, Une vie, qui lui a coûté six années. Vingt-cinq mille exemplaires en sont vendus en moins d’un an ; l'ouvrage, vu sa tonalité, sera un premier temps censuré dans les gares, mais l'interdiction sera vite levée. Léon Tolstoï en personne dira à propos de ce roman : « Une Vie est un roman de premier ordre ; non-seulement c’est la meilleure œuvre de Maupassant, mais peut-être même le meilleur roman français depuis Les Misérables de Victor Hugo. ».

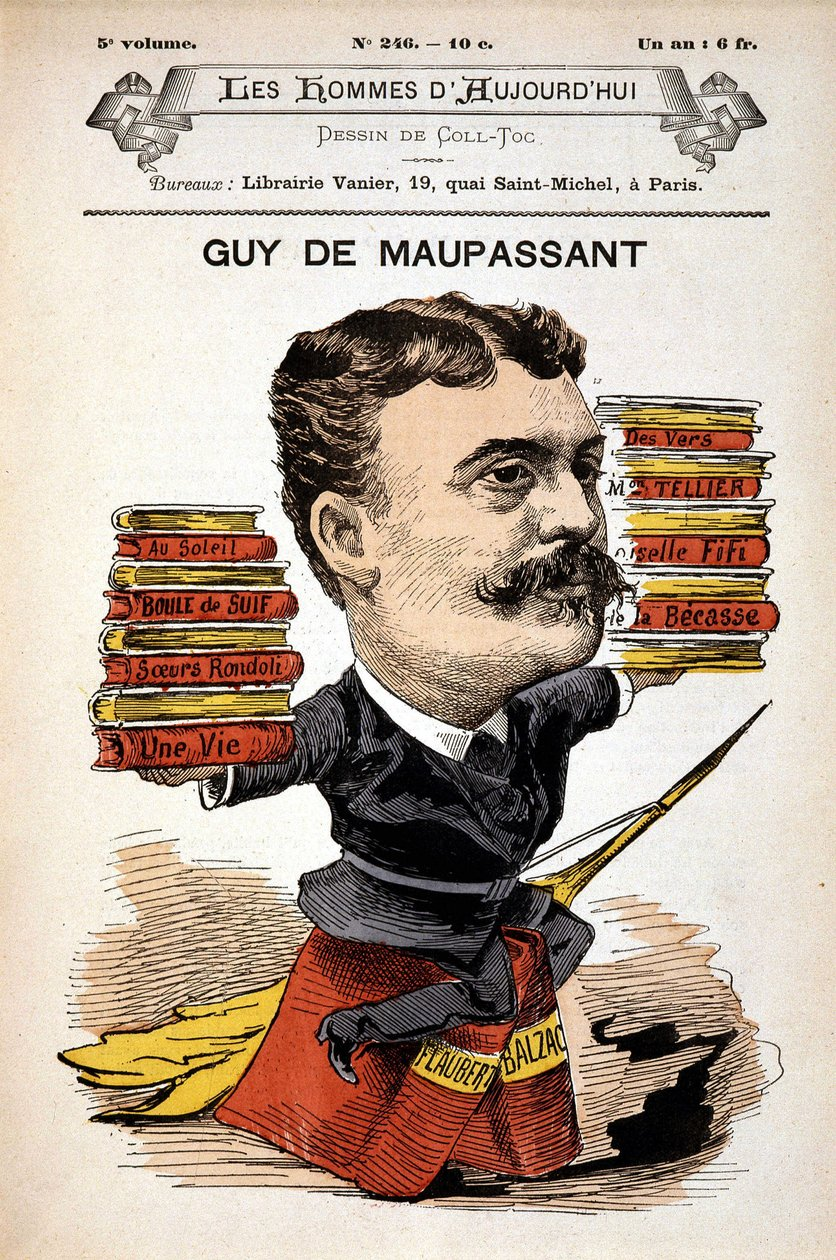
Une grande plume d'oie en bandoulière, Guy de Maupassant tient à bout de bras deux piles de ses œuvres, assis à cheval sur deux volumes de Flaubert et Balzac. Portrait-charge par Coll-Toc, Les Hommes d'aujourd'hui, no 246, 1885.

Le 30 janvier 1883, dans Gil Blas et sous le pseudonyme de Maufrigneuse, paraît la nouvelle Auprès d'un mort, hommage à Arthur Schopenhauer. Le 27 février de cette année naît son premier enfant, Lucien, un garçon qu'il ne reconnaît pas, fils de Joséphine Litzelmann, couturière modiste. Une fille naîtra l'année suivante, puis un troisième enfant en 1887, non reconnus,. Avec les droits d’auteur de La Maison Tellier, et pour fêter la naissance de son fils, Maupassant fait construire une maison, « La Guillette », ou « maison de Guy », à Étretat,,. La maison est envahie chaque été par Maupassant et ses amis.
En novembre 1883, sur les recommandations de son tailleur et afin de se libérer des obligations matérielles, Guy de Maupassant embauche à son service un valet, le Belge François Tassart,.
Le 11 décembre 1883, en réaction au traité de Hué signé le 25 août — qui confirmait l'Annam et le Tonkin, conquis par les armes, comme des protectorats français — et à la possibilité d'une guerre avec la Chine, Maupassant publie à la une du journal Gil Blas, « La guerre », violent réquisitoire contre le colonialisme et l'impérialisme.
En 1884, il vit une liaison avec la comtesse Emmanuela Potocka, une mondaine riche, belle et spirituelle aux ascendances italienne et polonaise et qui avait fondé le dîner des Macchabées ou morts d'amour pour elle. Le parfumeur Guerlain créa pour elle, le parfum Shaw's Caprice),,Le Lit 29, parue en 1884, satirique social et politique, de certaines de ses meilleures nouvelles, y compris l'histoire principale qui est choquante et scandaleuse, même selon les normes modernes. En octobre de la même année, il achève l'écriture de son second roman, Bel-Ami, à la « Guillette ».

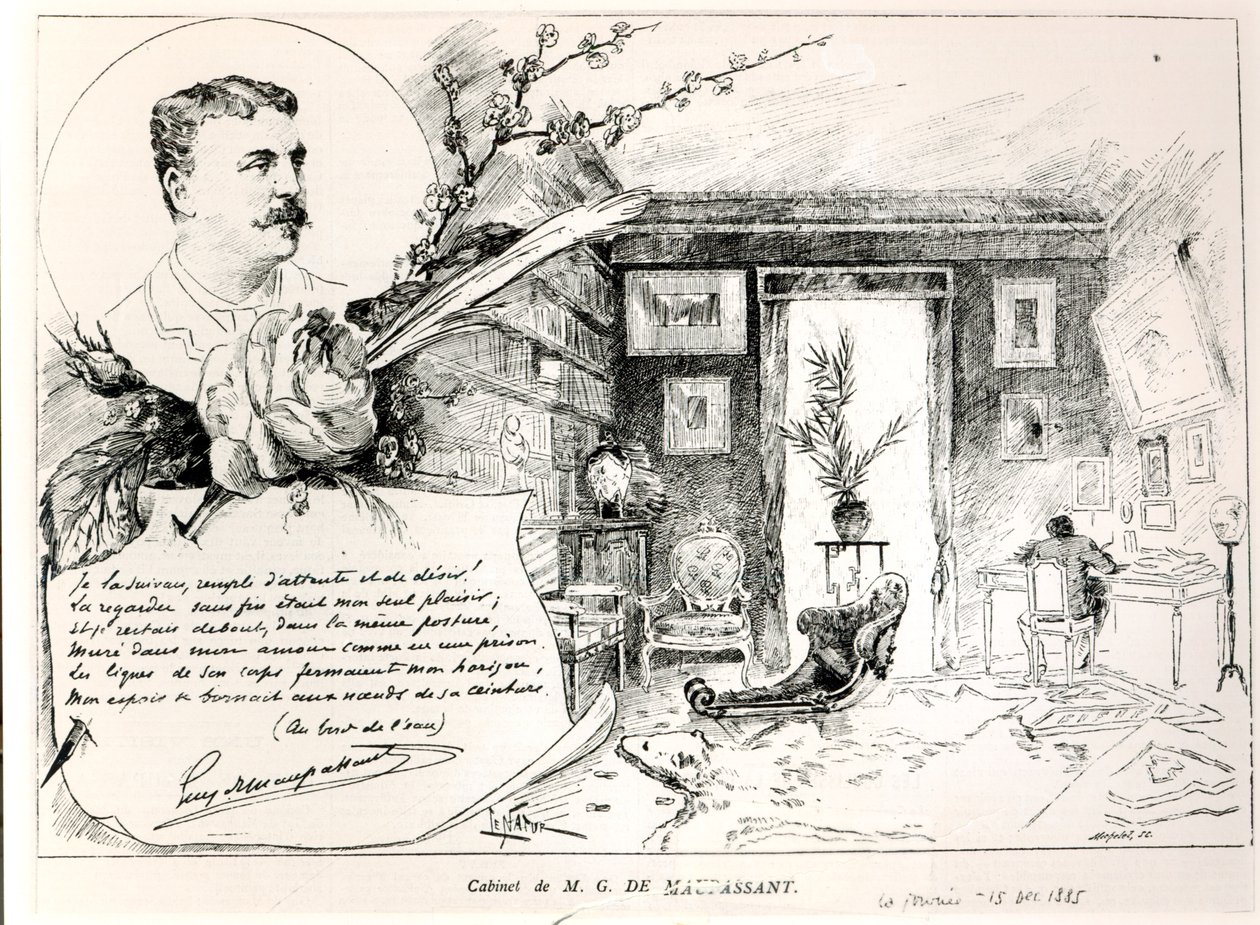
Guy de Maupassant dans son cabinet de travail, 1885.

Dans ses romans, Guy de Maupassant concentre toutes ses observations dispersées dans ses nouvelles. Paru en 1885, Bel-Ami connaît trente-sept tirages en quatre mois. Et si l'on ajoute à la littérature son sens bien normand des affaires, Maupassant dira en riant : « Bel-Ami c'est moi ! ». Ayant réglé les détails de la parution de Bel-Ami en feuilleton, Maupassant quitte Paris pour l'Italie, le 4 avril 1885 en compagnie de quelques amis : Paul Bourget, Henri Amic et les peintres Henri Gervex et Louis Legrand, tous ayant en commun d'être des « Macchabées » chez la comtesse Potocka. À Rome dès le 23 mai, le « Taureau normand » presse son hôte, le comte Primoli, de le conduire dans une maison close via di Tor di Nona, à proximité du palais Farnèse, Des ouvrages marquants par le style, la description, la conception et la pénétration s’échappent de sa plume féconde. Cependant, à quoi songe-t-il, ce 2 juillet, longeant avec nostalgie, les berges de la Seine à Chatou, cinq ans après la mort de Flaubert… À l'auberge Fournaise, reconnu, il se voit offrir un copieux déjeuner, et rassasié, l'écrivain inscrit sur un mur, sous une gueule de chien peinte : « Ami, prends garde à l'eau qui noie, / Sois prudent, reste sur le bord, / Fuis le vin qui donne l'ivresse;/ On souffre trop le lendemain./ Prends surtout garde à la caresse/ Des filles qu'on trouve en chemin… »,. Trois ans plus tard, Maupassant écrit ce que d'aucuns considèrent comme le plus abouti de ses romans, Pierre et Jean, en 1887-1888.

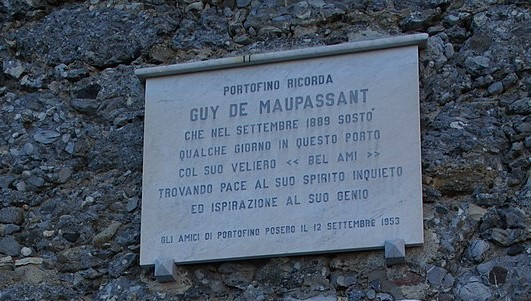
Plaque commémorative du séjour de Maupassant à Portofino.

Son aversion naturelle pour la société ainsi que sa santé fragile le portent vers la retraite, la solitude et la méditation. Il voyage longuement en Algérie, en Italie, en Angleterre, en Bretagne, en Sicile, en Auvergne, et chaque voyage est pour lui synonyme de volumes nouveaux et de reportages pour la presse. Il fait une croisière sur son yacht privé, nommé « Bel-Ami », d’après son roman de 1885. Cette croisière, où il passe par Cannes, Agay, Saint-Raphaël et Saint-Tropez lui inspire Sur l'eau. Il y aura un « Bel-Ami II » à bord duquel il visite la côte italienne, la Sicile, navigue d'Alger à Tunis puis vers Kairouan. Il retrace son périple dans La Vie errante. Une plaque apposée sur le môle en 1953 par les amis de l'écrivain commémore le séjour de Maupassant à Portofino.

Pour Olivier Le Cour Grandmaison, le récit de ses voyages au Maghreb comporte de nombreux stéréotypes racistes, antisémites et islamophobes représentatifs des topoï littéraires colonialistes de son époque. Dans Au soleil, Maupassant écrit par exemple : 
« On sent qu’une foi sauvage plane, emplit ces gens, les courbe et les relève comme des pantins ; c’est une foi muette et tyrannique envahissant les corps, immobilisant les faces, tordant les cœurs. Un indéfinissable sentiment de respect, mêlé de pitié, vous prend devant ces fanatiques maigres, qui n’ont point de ventre pour gêner leurs souples prosternations, et qui font de la religion avec le mécanisme et la rectitude des soldats prussiens faisant la manœuvre. » [province d'Alger]
« Nul peuple n’est chicanier, querelleur, plaideur et vindicatif comme le peuple arabe. » [Zar'ez]
« La femme arabe, en général, est petite, blanche comme du lait, avec une physionomie de jeune mouton. Elle n’a de pudeur que pour son visage. » [Zar'ez] 
« Dès qu’on avance dans le sud, la race juive se révèle sous un aspect hideux qui fait comprendre la haine féroce de certains peuples contre ces gens, et même les massacres récents. » [Zar'ez]

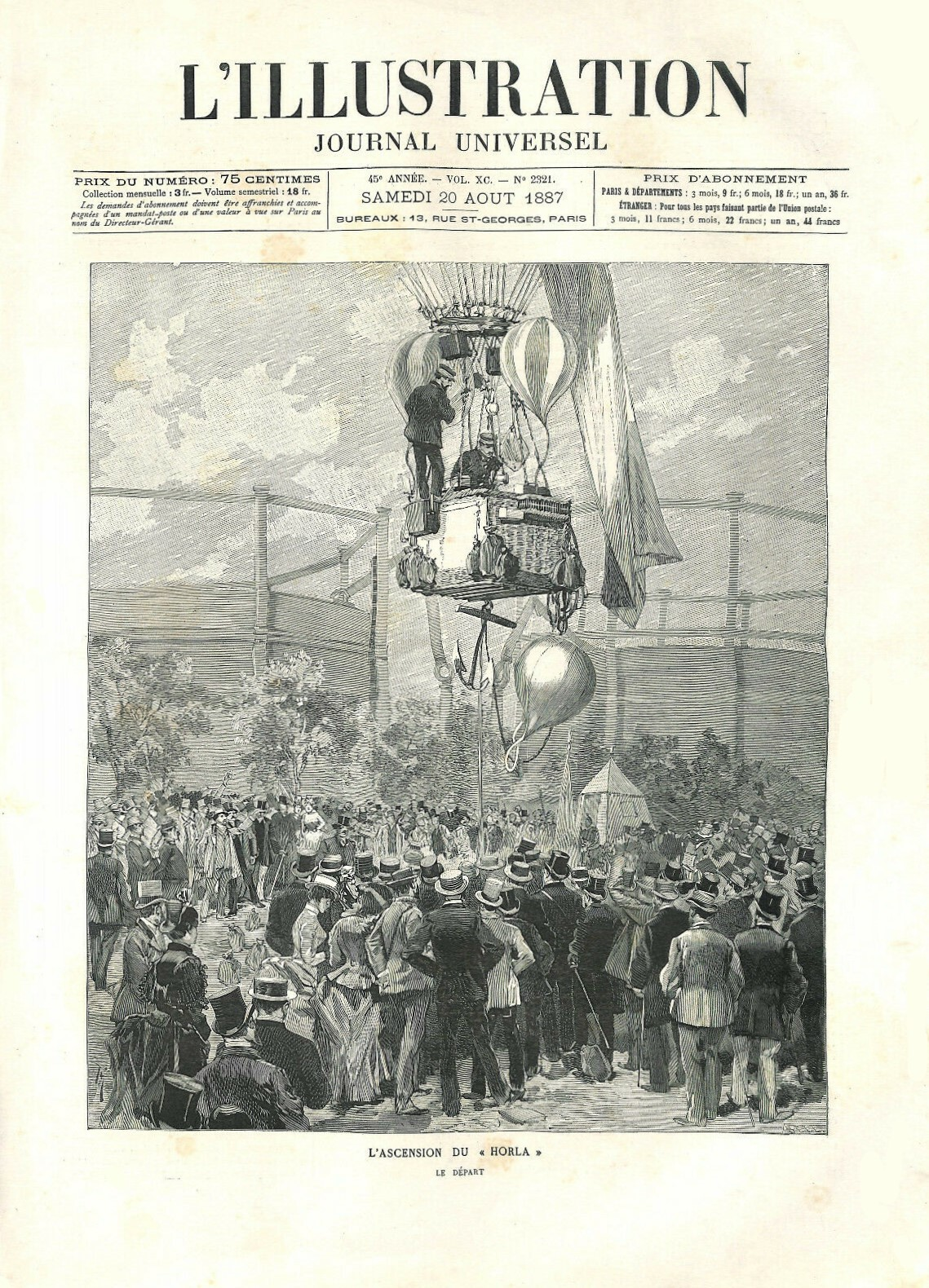
L'ascension du ballon dirigeable Le Horla par Maupassant (L'Illustration, 20 août 1887).

De ses voyages, il garde une préférence pour la Corse ; il place même le paysan corse au-dessus du paysan normand, car hospitalier… Quoi qu'il en soit, cette vie fiévreuse, ce besoin d'espaces, et souvent pour oublier la maladie qui l'accapare, ne l’empêchent pas de nouer des amitiés avec les célébrités littéraires de son temps : Alexandre Dumas fils lui voue une affection paternelle. Il tombe également sous le charme de l’historien et philosophe Hippolyte Taine, lequel habitait pendant l'été sur les bords du lac d'Annecy. En se rendant à Aix-les-Bains, il lui rendit visite quelquefois.
S'il reste ami avec Zola et Tourgueniev, en revanche l’amitié de l'écrivain avec les Goncourt dure peu : sa franchise et son regard acéré sur la comédie humaine s’accommodent mal de l’ambiance de commérage, de scandale, de duplicité et de critique envieuse que les deux frères ont créée autour d’eux sous l’apparence d’un salon littéraire à la manière du XVIIIe siècle… La brouille avec les Goncourt commence à propos d'une souscription pour un monument à la gloire de Flaubert.

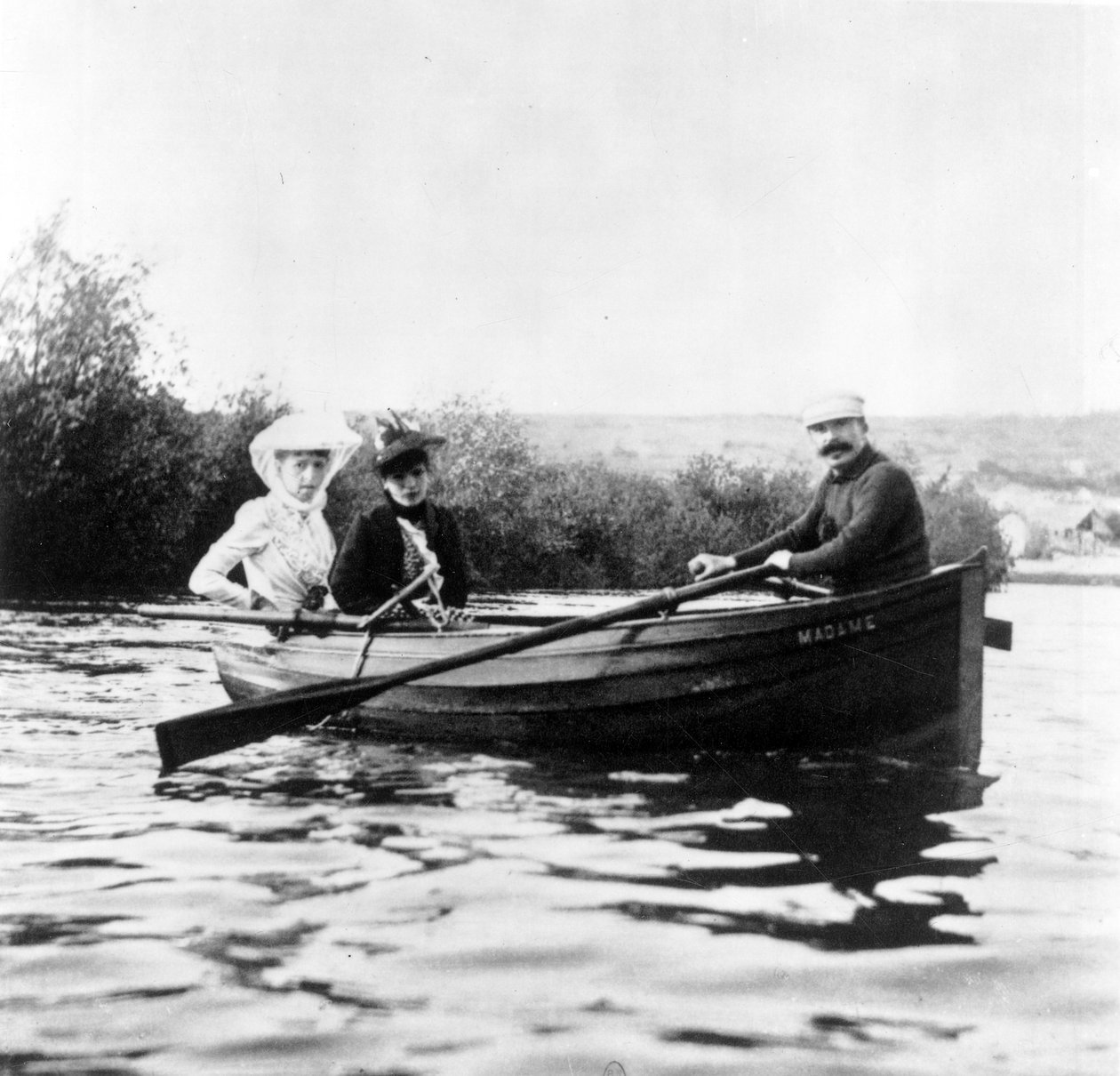
De gauche à droite : Mme Straus, Mme Lippmann née Colette Dumas et Guy de Maupassant, en barque à Triel-sur-Seine,1889 (photographie du comte Primoli).

En 1887, parait Mont-Oriol, roman sur le monde des affaires et les médecins, résultant de ses pérégrinations thermales en Auvergne. Sous l'influence de Paul Bourget, il y déploie ce qui était une science neuve à l'époque : la psychologie. De même est abordé un antisémitisme de salon, à travers le personnage de William Andermatt dans une œuvre teintée de pessimisme. En février 1887, Maupassant signe avec d'autres artistes une pétition publiée dans Le Temps « contre l’érection […] de l’inutile et monstrueuse Tour Eiffel ». Peu de temps après l'inauguration de cette dernière, déjeunant au restaurant du premier étage de la Tour, alors qu'un journaliste l'interroge en lui demandant pourquoi il y déjeune alors même qu'il l'a tant critiquée, il lui répond : « Car c'est le seul endroit de la ville où je ne voit pas la Tour Eiffel »,. 
Répondant à des sollicitations, il finance la construction d'un aéronef qui doit se nommer Le Horla. Le départ a lieu le 8 juillet 1887 de l'usine à gaz de La Villette jusqu'en Belgique à l'embouchure de l'Escaut à Heist,,. Puis il voyage en Algérie et en Tunisie. En janvier 1888, il s'arrête à Marseille et achète le côtre de course Le Zingara, puis il rejoint Cannes à son bord. Bien qu'il soit loin de Paris, Edmond de Goncourt ressasse à son sujet. La même année, son frère Hervé est interné une première fois ; il retombe malade en fin d'année.
L'écrivain jette alors ses dernières forces dans l'écriture. En mars 1888, il entame la rédaction de Fort comme la mort qui sera publié en 1889. Il courtisait depuis plusieurs années Mme Straus à qui l'héroïne du roman ressemble étrangement par son esprit, sa beauté, son portrait qui trône au centre du salon et même sa neurasthénie qu'elle soigne avec de la morphine. Le titre de l'œuvre est tiré du Cantique des cantiques : « L’amour est fort comme la mort, et la jalousie est dure comme le sépulcre ». Le soir du 6 mars 1889, Maupassant dine chez la princesse Mathilde. Il y croise le docteur Blanche ainsi qu'Edmond de Goncourt, leurs rapports restent distants. En août 1889, Hervé de Maupassant est de nouveau interné à l'asile de Lyon-Bron. Le 18 août 1889 à Étretat, cherchant à conjurer le sort, Guy donne une fête : Hermine Lecomte du Nouÿ et Blanche Roosevelt figurent parmi les invités qui se font tirer les cartes par une mauresque, puis après une pièce de théâtre, la fête s'achève par une bataille de lances à incendie. Les derniers lampions s'éteignent. Le 20 août, l'écrivain et son valet se mettent en route. Le lendemain, Guy visite Hervé. Celui-ci meurt le 13 novembre 1889 à l'âge de 33 ans,.
Durant toute cette période, ses hallucinations accompagnées d'épisodes psychotiques deviennent plus sévères. Elles peuvent être dues à une maladie dégénérative du cerveau ou à l'abus d'éther et autres drogues : « l'impact de l'éther est visible dans les hallucinations auditives qu'il décrit, qui commencent par un bourdonnement dans les oreilles qui va crescendo et se transforme en voix prononçant des mots souvent inaudibles ou insensés ». En 1882, Maupassant a consacré aux effets de l'éther sa nouvelle Rêves, dans laquelle de vieux amis se plaignent du vide de leur existence, de leurs insomnies et de leurs mauvais rêves.

### Les dernières années

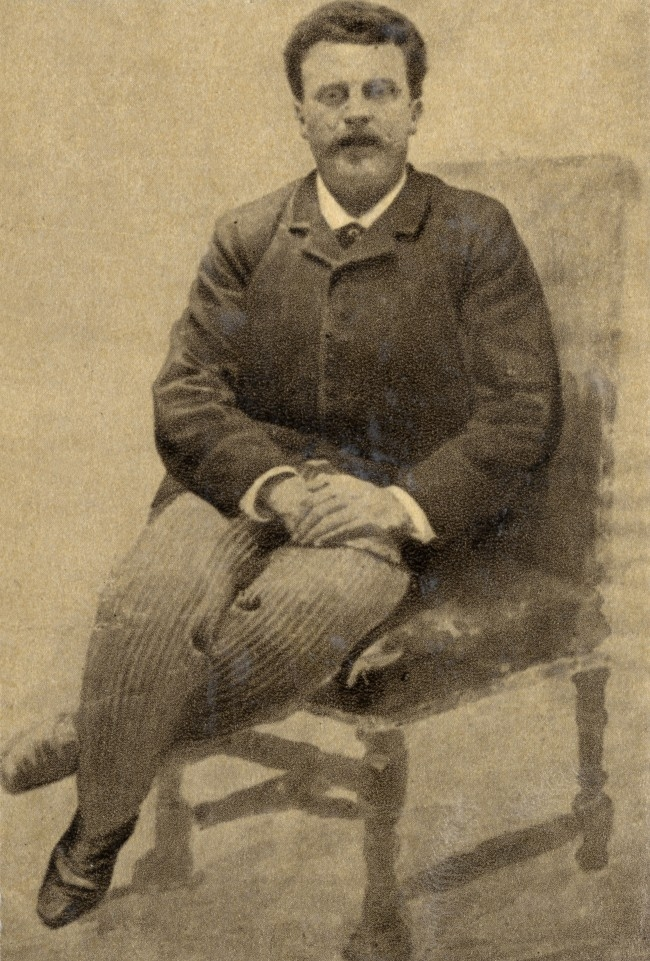
Maupassant en 1890.

La vie de Maupassant est toujours plus handicapée par ses troubles visuels. Il écrit en 1890 : « Cette impossibilité de me servir de mes yeux… fait de moi un martyr… Je souffre atrocement… certains chiens qui hurlent expriment très bien mon état… Je ne peux pas écrire, je n’y vois plus. C’est le désastre de ma vie ».

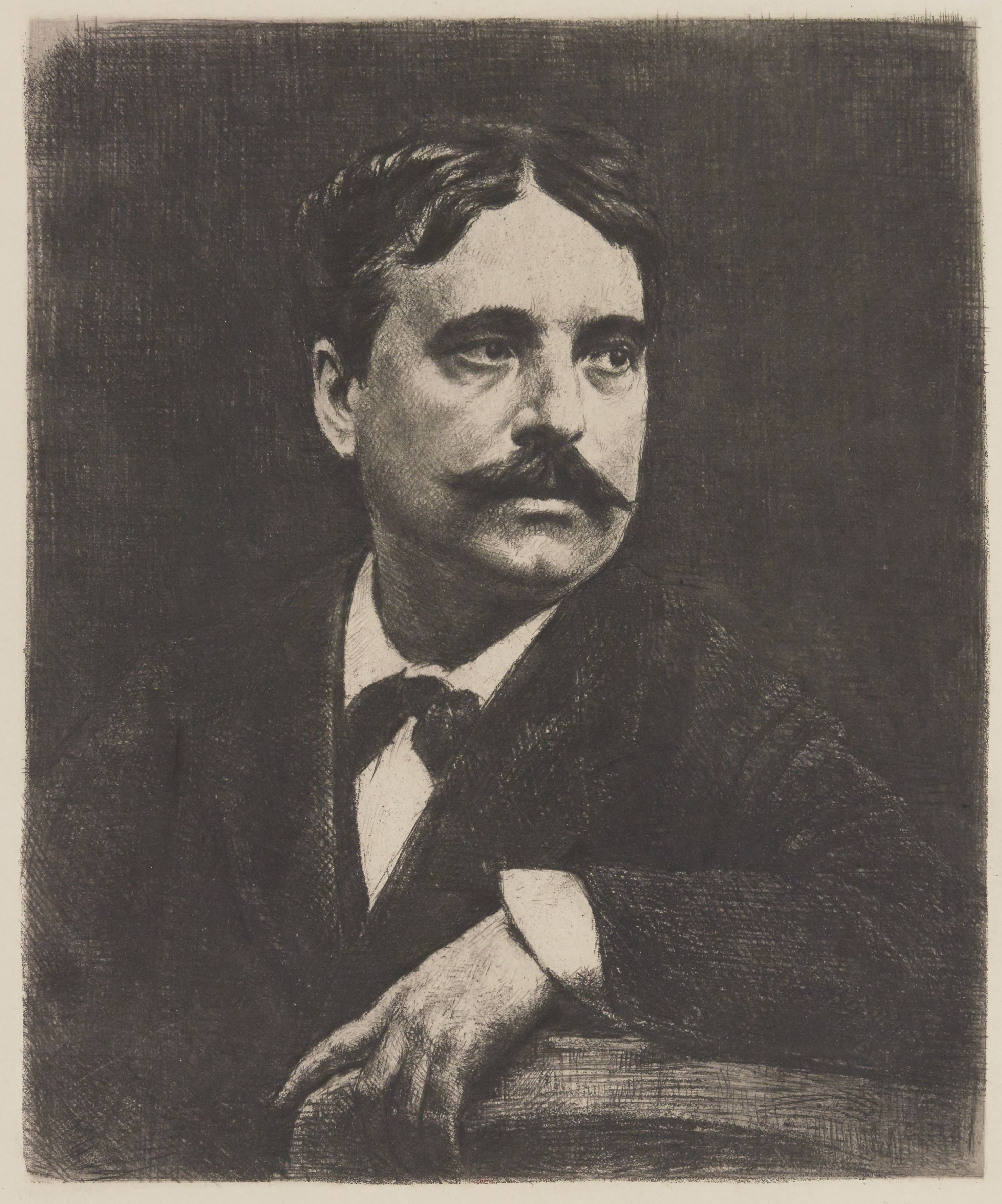
Portrait gravé de Maupassant.

Durant ses dernières années, se développent en Maupassant un amour exagéré pour la solitude, un instinct de conservation maladif, une crainte constante de la mort et une certaine paranoïa, dus à une probable prédisposition familiale, sa mère étant dépressive et son frère mort fou, mais surtout à la syphilis, contractée pendant ses jeunes années. Maupassant se porte de plus en plus mal, son état physique et mental ne cesse de se dégrader, et ses nombreuses consultations et cures à Plombières-les-Bains, Aix-les-Bains ou Gérardmer n'y changent rien. En mai 1889, Guy de Maupassant commence ce qui restera comme son dernier roman publié : Notre cœur ; racontant les amours contrariés de Michèle de Burne et André Mariolle, cette peinture de mœurs mondaines sans dénouement est d'abord publiée dans la Revue des deux Mondes en mai et juin 1890, puis en volume ce même mois de juin chez Ollendorff, et reçoit un accueil favorable. Plusieurs commentateurs reconnaissent Mme Straus dans le personnage de l'héroïne. À la mi-juillet, Maupassant se rend à Plombières-les-Bains sur les conseils de ses médecins, puis, le 29 juillet, fait une courte croisière à bord de Bel-Ami II.
Un mois plus tard, en août 1890, Guy de Maupassant commence L'Âme étrangère, qu'il ne finira jamais. Le 23 novembre 1890, il se rend à Rouen pour l'inauguration du monument Flaubert, aux côtés d'Émile Zola, José-Maria de Heredia et Edmond de Goncourt ; le soir, Goncourt note dans son Journal : « […] Je suis frappé, ce matin, de la mauvaise mine de Maupassant, du décharnement de sa figure, de son teint briqueté, du caractère marqué, ainsi qu'on dit au théâtre, qu'a pris sa personne, et même de la fixité maladive de son regard. Il ne semble pas destiné à faire de vieux os ».
Durant l’été 1891, Guy de Maupassant se confie, à Paris, à son ami le peintre Louis Fournier : « Personne ne me reconnaît plus, c’est un fait… Je souffre de plus en plus d’horribles migraines. Seule l’antipyrine me donne un peu de calme… Seulement je crois bien que c’est à cause de ce poison que j’ai maintenant d’effroyables lacunes dans la mémoire. Les mots les plus simples me manquent. Si j’ai besoin du mot ciel ou du mot maison, ils disparaissent subitement de mon cerveau. Je suis fini ».
En 1891, il commence un roman, L'Angélus, qu'il n'achève pas non plus. Le 31 décembre, il envoie une lettre d'adieu au docteur Cazalis, ce sont ses dernières lignes : « […] Je suis absolument perdu. Je suis même à l'agonie. J'ai un ramollissement du cerveau venu des lavages que j'ai faits avec de l'eau salée dans mes fosses nasales. Il s'est produit dans le cerveau une fermentation de sel et toutes les nuits mon cerveau me coule par le nez et la bouche en une pâte gluante. C'est la mort imminente et je suis fou ! Ma tête bat la campagne. Adieu ami, vous ne me reverrez pas !… ». 
Dans la nuit du 1er au 2 janvier 1892, il fait une tentative de suicide au pistolet (son domestique, François Tassart, avait enlevé les vraies balles). Il saisit alors un coupe-papier et tente de s’ouvrir la gorge. Il se fait une plaie peu profonde au côté gauche du cou. Tous les médecins sont d’accord. Une nouvelle crise suicidaire pouvant survenir d’un jour à l’autre, il faut interner le malade. Laure de Maupassant hésite mais finit par se laisser convaincre. Immédiatement prévenu, le psychiatre Émile Blanche juge nécessaire de faire venir l’écrivain à Paris pour l’interner, à Passy. Il envoie à Cannes un infirmier qui prend en charge Maupassant et lui passe une camisole de force, et, avant de le mettre dans le train, on lui fait longuement contempler son yacht, dans l’espoir d’un bénéfique choc psychique.
On l'interne à Paris, le 7 janvier 1892, dans la clinique du docteur Blanche, chambre 15 — ce sera son seul univers désormais,. Par exemple, le 17 août, Edmond de Goncourt écrit dans son journal que, selon le docteur Blanche, Maupassant « a la physionomie du vrai fou, avec le regard hagard et la bouche sans ressort ».
Le 6 juillet 1893, à onze heures quarante-cinq du matin, Maupassant meurt de paralysie générale, un mois avant son quarante-troisième anniversaire, après dix-huit mois d’inconscience presque totale. Sur l’acte de décès figure la mention « né à Sotteville, près d’Yvetot », ce qui ouvre la polémique sur son lieu de naissance[réf. nécessaire].

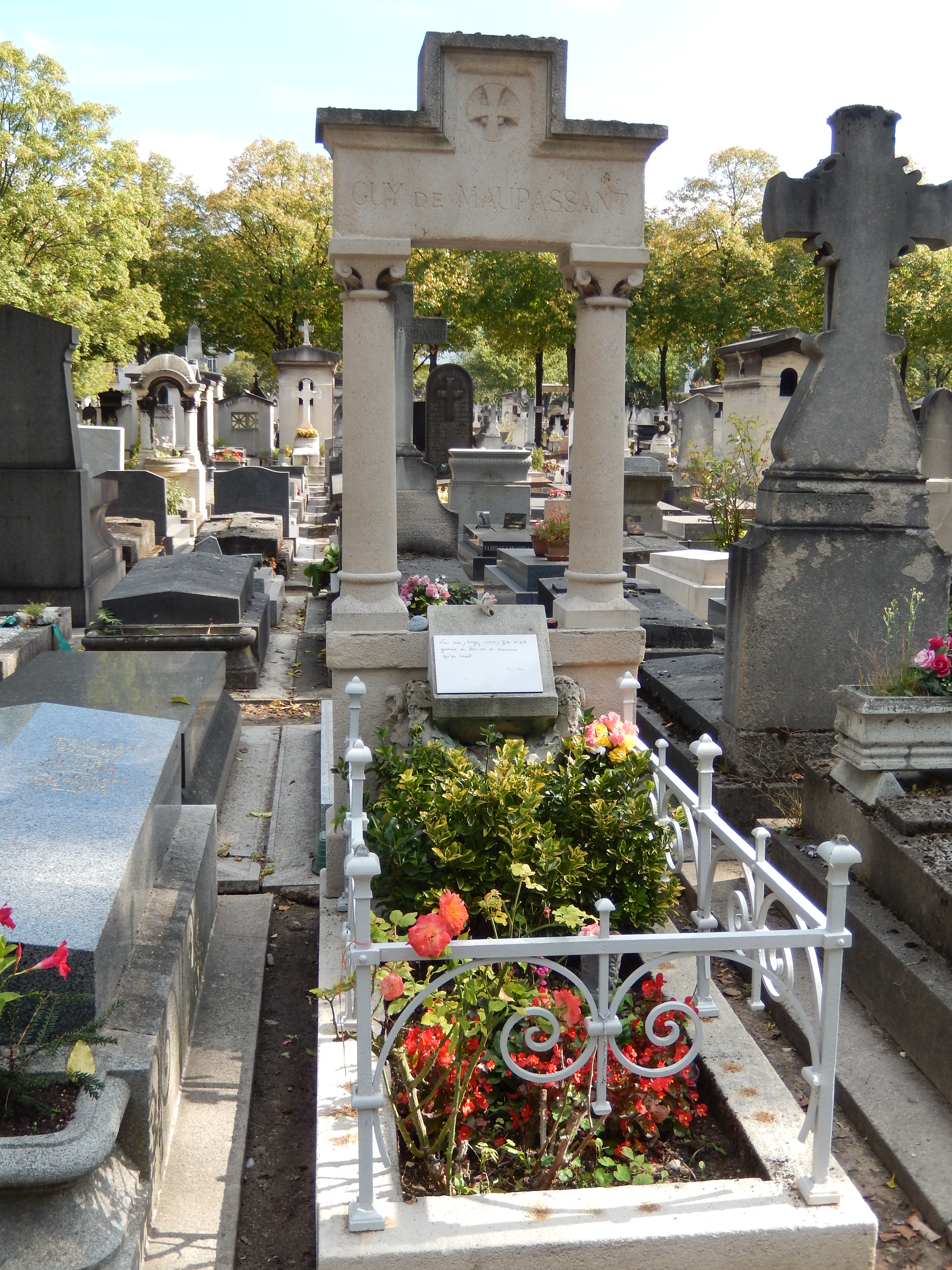
Tombe de Guy de Maupassant au cimetière du Montparnasse (div. 26) à Paris.

Le 8 juillet, les obsèques ont lieu à l'église Saint-Pierre-de-Chaillot à Paris. Il est enterré au cimetière du Montparnasse à Paris (26e division). Émile Zola prononce l'oraison funèbre : « […] Je ne veux pas dire que sa gloire avait besoin de cette fin tragique, d'un retentissement profond dans les intelligences, mais son souvenir, depuis qu'il a souffert de cette passion affreuse de la douleur et de la mort, a pris en nous je ne sais quelle majesté souverainement triste qui le hausse à la légende des martyrs de la pensée. En dehors de sa gloire d'écrivain, il restera comme un des hommes qui ont été les plus heureux et les plus malheureux de la terre, celui où nous sentons le mieux notre humanité espérer et se briser, le frère adoré, gâté, puis disparu au milieu des larmes… »,.

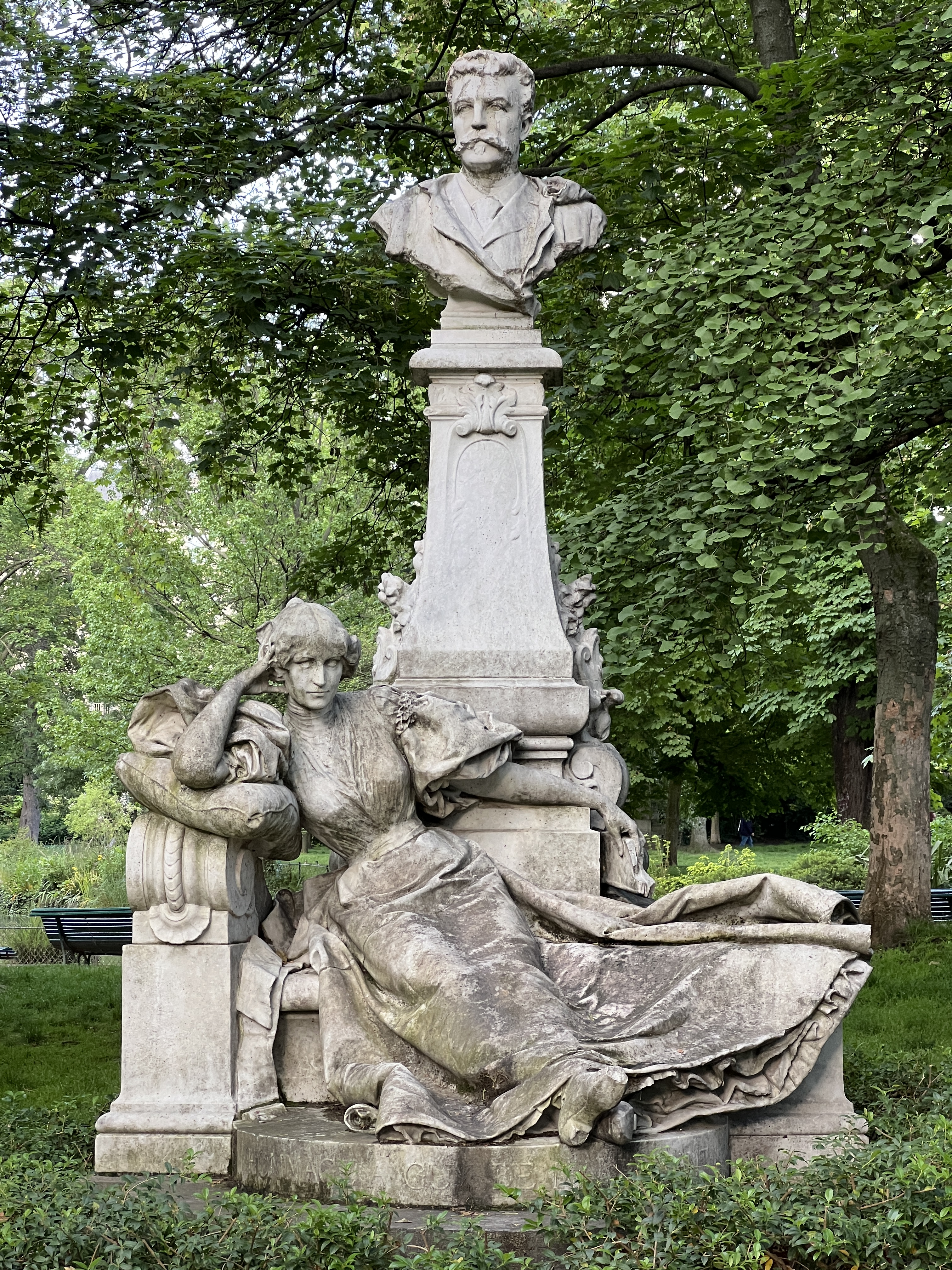
Buste de Maupassant au parc Monceau à Paris.

Quelques jours après l'enterrement, Émile Zola propose à la Société des gens de lettres d'élever un monument à sa mémoire. Le monument fut inauguré le 25 octobre 1897 au parc Monceau, Zola prononçant une allocution,.
En 1891, Guy de Maupassant avait confié à José-Maria de Heredia : « Je suis entré dans la littérature comme un météore, j’en sortirai comme un coup de foudre ».

## Analyse de l'œuvre

### Principes esthétiques

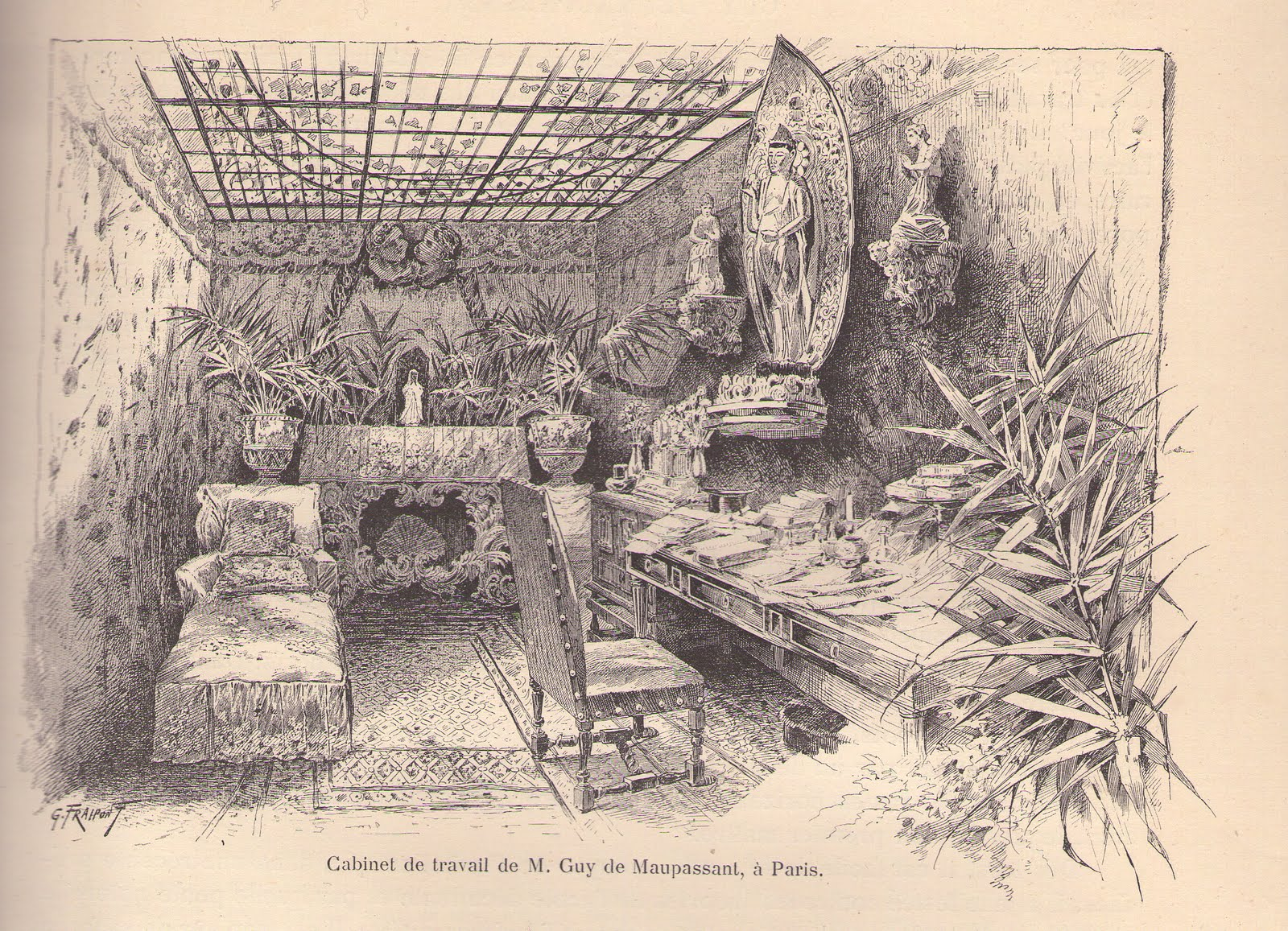
Le cabinet de travail de Maupassant, illustration de Gustave Fraipont.

Maupassant a défini ses conceptions de l’art narratif en particulier dans la Préface de Pierre et Jean intitulée Le Roman en 1887-1888.
Pour lui, le romancier qui doit tout mettre en œuvre « pour produire l’effet qu’il poursuit c’est-à-dire l’émotion de la simple réalité, et pour dégager l’enseignement artistique qu’il en veut tirer, c’est-à-dire la révélation de ce qu’est véritablement l’homme contemporain devant ses yeux », pour lui en effet « les grands artistes sont ceux qui imposent à l’humanité leurs illusions particulières ».
Rejetant le roman romantique et sa « vision déformée, surhumaine, poétique » comme le roman symboliste marqué par les excès du psychologisme et de l’écriture artiste, Maupassant adhère à l’idéal d’un « roman objectif » à la recherche du réalisme, mais conscient des limites de ce dernier. Pour lui, « le réalisme est une vision personnelle du monde qu’il (le romancier) cherche à nous communiquer en la reproduisant dans un livre » et pour ce faire le romancier effectue, à partir de sa personnalité, un choix dans le réel. « C’est toujours nous que nous montrons », déclare-t-il comme il affirme que le roman est une composition artistique, « un groupement adroit de petits faits constants d’où se dégagera le sens définitif de l’œuvre ». Maupassant rejette donc également le naturalisme avec sa lourde documentation et avec son ambition démonstratrice d’un réalisme total à la Zola, mais il pratique un réalisme sans exclusive morale vis-à-vis de la réalité sordide comme lors de la mort de Forestier dans Bel-Ami ou la chienne en gésine au chapitre X dans Une vie.
Maupassant recherche la sobriété des faits et gestes plutôt que l’explication psychologique, car « la psychologie doit être cachée dans le livre comme elle est cachée en réalité sous les faits dans l’existence ». Cette sobriété s’applique aussi aux descriptions, rompant ainsi fortement avec l’écriture balzacienne. Ce goût pour la densité conduit d’ailleurs Maupassant à privilégier l’art de la nouvelle : il en écrit plus de trois cents et seulement six romans, en une décennie il est vrai.
Enfin Maupassant rendant hommage à Flaubert reprend la formule de Buffon selon laquelle « le talent est une longue patience » et revendique une « langue claire, logique et nerveuse », opposée à l’écriture artiste des années 1880-1890 qu’illustrent par exemple les frères Goncourt.

### Thèmes

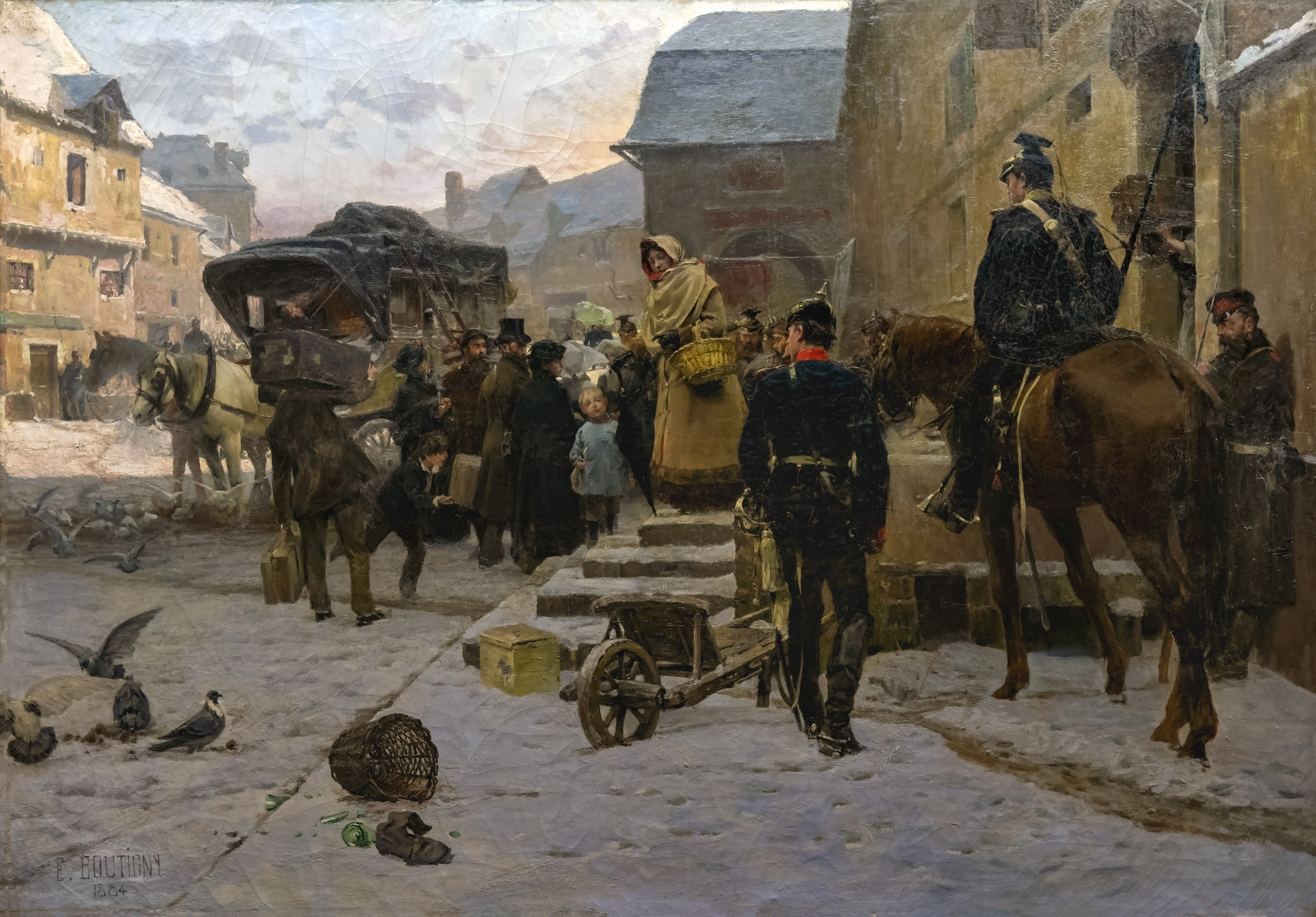
Boule de Suif, 1880.
Toile de Paul-Émile Boutigny, Musée des Beaux-Arts de Carcassonne, 1884.

Ils sont liés à la vie quotidienne de son époque et aux différentes expériences de la vie de l’auteur, et bien sûr se combinent les uns aux autres.
La Normandie, région natale de Maupassant, tient une place importante dans son œuvre avec ses paysages (campagne, mer ou villes comme Rouen dans Une vie ou Le Havre dans Pierre et Jean) et ses habitants, qu’ils soient paysans (Aux champs – Toine…), hobereaux et petits notables (Une vie) ou petits bourgeois (Pierre et Jean). Elle ne constitue cependant pas un cadre spatial unique puisque Paris sert de toile de fond au grand roman Bel-Ami qui en montre différents quartiers socialement définis, en particulier pour les milieux mondains et affairistes qu’on retrouve ailleurs dans Fort comme la mort ou Mont Oriol. Le milieu des petits employés de bureau parisiens et des classes populaires est lui plutôt présent dans des nouvelles comme L’Héritage ou La Parure pour les premiers, Une partie de campagne ou Deux amis pour les secondes.

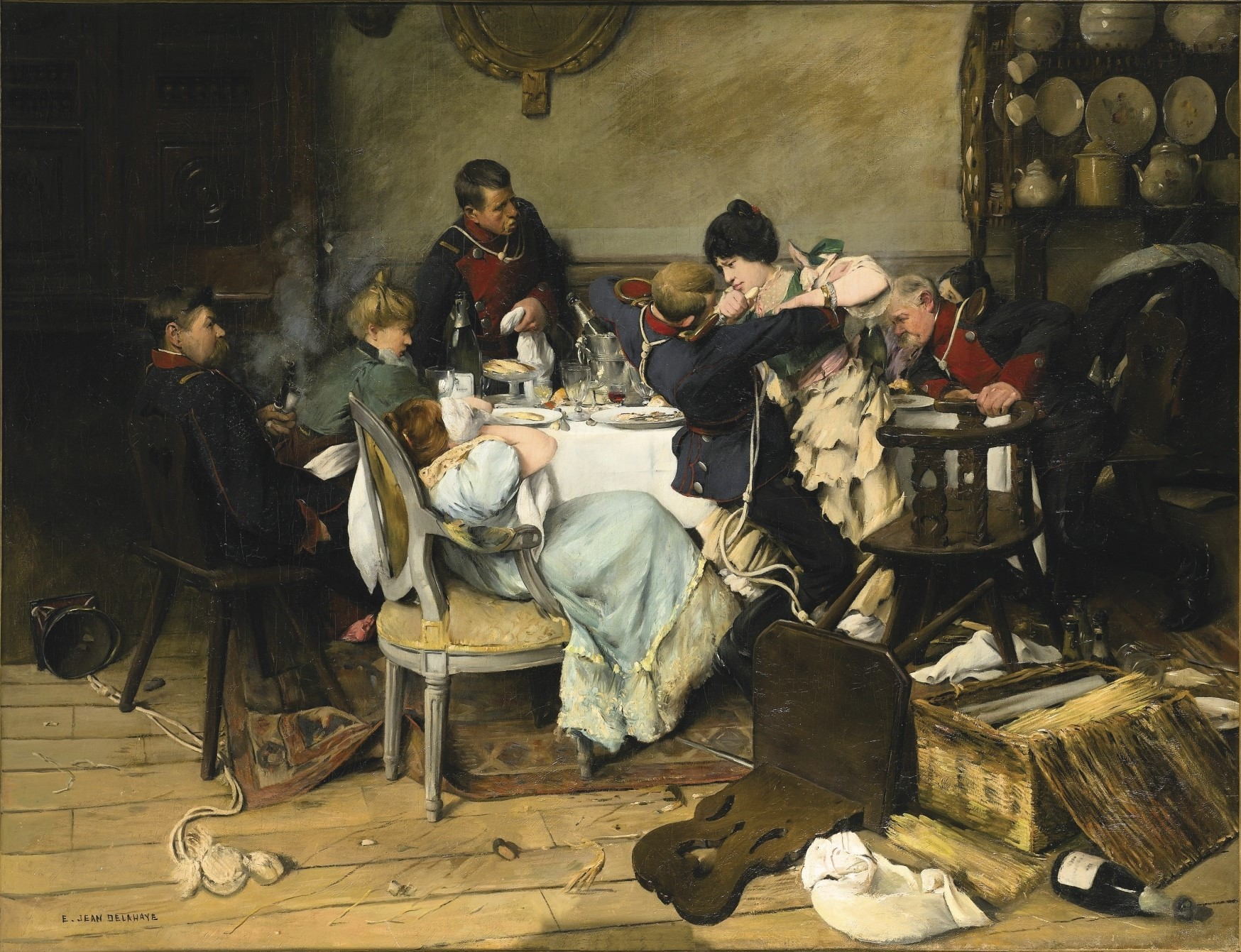
Mademoiselle Fifi, 1882.
Toile d'Ernest Jean Delahaye, 1897.

La guerre de 1870 et l’occupation allemande constitue un autre thème important, Maupassant se souvenant des événements vécus dix ou quinze ans plus tôt : Boule de Suif, Mademoiselle Fifi, Deux amis, Le Père Milon, La Folle, etc.
Sur le plan humain, Maupassant s’attache particulièrement aux femmes, souvent victimes (Jeanne dans Une vie, Histoire d'une fille de ferme, La Petite Roque, Miss Harriet, etc.) avec une place notable faite à la figure de la prostituée (Boule de suif, Mademoiselle Fifi, La Maison Tellier, etc.). Le thème de la famille et de l’enfant lui est également cher avec souvent la question de la paternité (Pierre et Jean, Boitelle, Aux champs, L’Enfant, En famille, etc.).
Son pessimisme : dans Le Désespoir philosophique, Maupassant va plus loin encore que Flaubert qui, lui, gardait la foi dans son art. Disciple de Schopenhauer, « le plus grand saccageur de rêves qui ait passé sur terre », il s'en prend à tout ce qui peut inspirer quelque confiance dans la vie. Il nie la Providence, considère Dieu comme « ignorant de ce qu'il fait », attaque la religion comme une duperie ; « l'homme est une bête à peine supérieure aux autres » ; le progrès n'est qu'une chimère. Le spectacle de la bêtise, loin de l'amuser, finira par lui faire horreur. Même l'amitié lui semblera une odieuse tromperie, puisque les hommes sont impénétrables les uns aux autres et voués à la solitude.
Parmi les autres axes majeurs de l’œuvre de Maupassant se trouvent la folie, la dépression et la paranoïa (Le Horla, Lui ?, La Chevelure, Mademoiselle Hermet qui commence par ces mots révélateurs « Les fous m’attirent »…) et aussi la mort et la destruction (Une vie, Bel-Ami, La Petite Roque, Fort comme la mort). L’orientation pessimiste de ces thèmes où l’amour heureux a peu de place trouve cependant parfois un contrepoint dans le thème de l’eau, que ce soit la mer (Une vie, Pierre et Jean), les rivières (Sur l’eau, Mouche, Une partie de campagne) ou les marais (Amour).

### Registres dominants

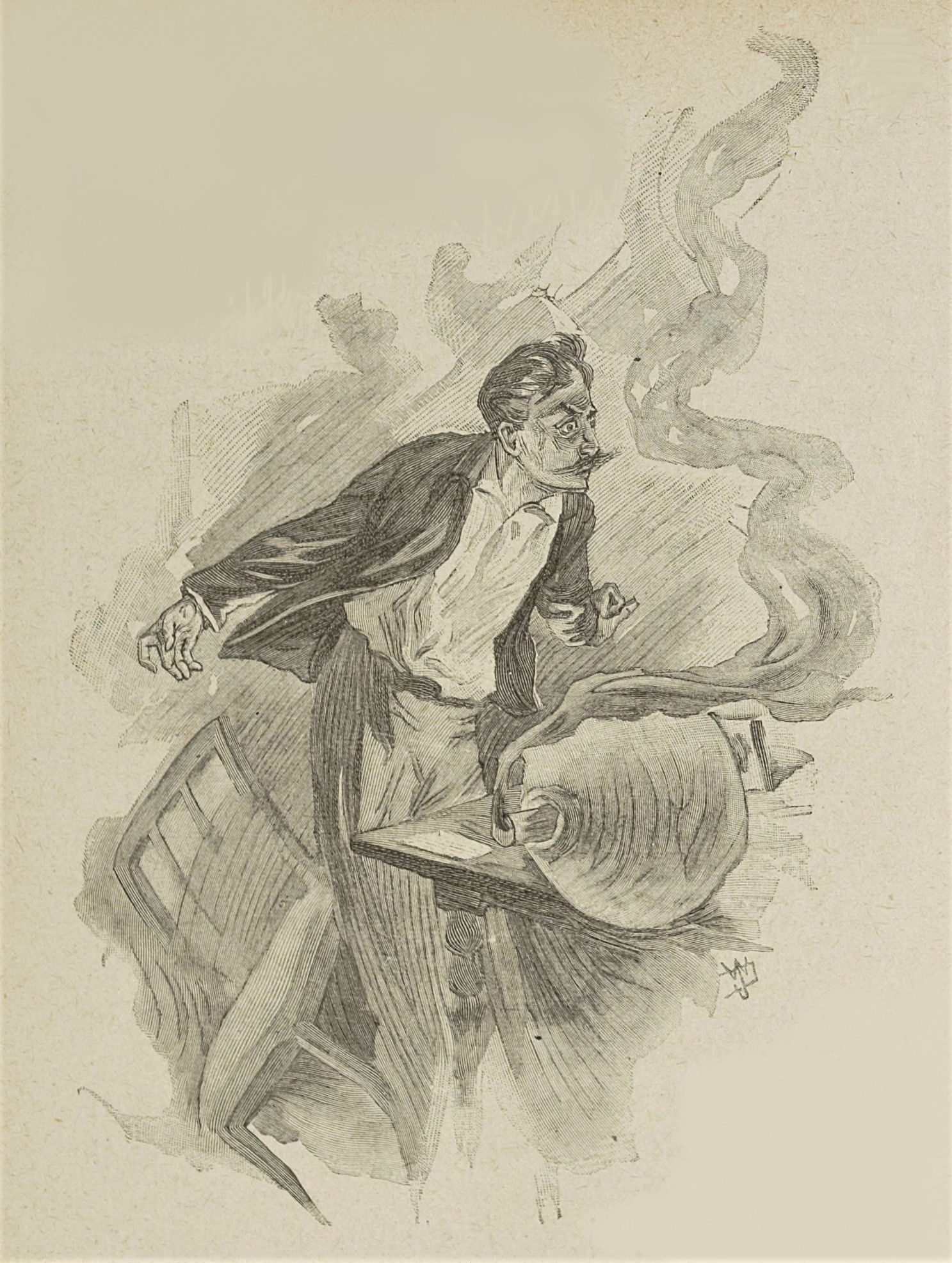
Le Horla, 1886
(gravure sur bois de Georges Lemoine d'après un dessin de William Julian-Damazy).

Le registre réaliste est constant avec le choix des détails de la vie quotidienne, les relations sociales, le comportement des personnages et les effets de langue pittoresque, mais le registre fantastique marque fortement certaines œuvres lorsque l’irréel est présenté comme un réel possible en exploitant souvent le thème de la folie (La Chevelure, La Tombe, Le Horla…).
Parallèlement le registre dramatique l’emporte souvent avec la présence de la menace (la folie dans Le Horla, les angoisses devant la mort de Bel-Ami…) ou de la disparition (le viol et l’assassinat de la petite Roque, la séparation dans Boitelle, morts accumulées dans Une vie, suicide de Miss Harriet…). Ce regard pessimiste et angoissé sur les hommes et sur la vie, comme une vision souvent noire des rapports sociaux et personnels, permet même de parler de registre tragique dans certains cas comme La Folle ou Le Père Amable.
Néanmoins le registre comique n’est pas absent même s’il est souvent grinçant. Il concerne aussi bien le comique de mots de gestes que de caractères avec les caricatures paysannes (« La Ficelle », « La Bête à Maît' Belhomme ») ou le personnage du mari trompé et ignorant sa situation dans Pierre et Jean, et en atteignant aussi au comique de mœurs à propos du monde des employés (L’Héritage) ou des arrivistes bourgeois comme dans Bel-Ami où se confondent par exemple jeux amoureux et trafics financiers.
L’association de ces différents registres donne une coloration repérable à l’œuvre de Maupassant qu’accroît encore un style propre marqué par la densité que reflète la place prépondérante des nouvelles dans la production de l’auteur.

### Procédés stylistiques et narratifs

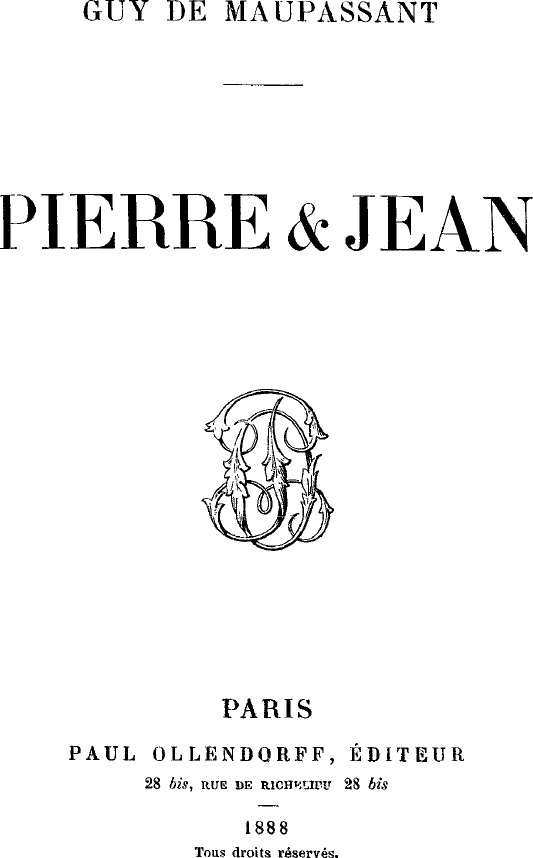
Pierre et Jean.

L’art de Maupassant est fait d’équilibre entre le récit des péripéties, les descriptions limitées et fonctionnelles, et le jeu entre discours direct / discours indirect / discours indirect libre. Il est aussi marqué par l’utilisation de phrases plutôt courtes avec une ponctuation expressive et de paragraphes eux aussi plutôt courts, voire très courts, qui donnent une mise en page aérée. La langue, quant à elle, est soutenue dans le récit et dynamique dans le discours direct, recherchant même le pittoresque en transcrivant les paroles des personnages populaires. Illustration – extrait (au dialogue abrégé) de Pierre et Jean (chap. 8) :

« Alors il s’étendit tout habillé sur son lit et rêvassa jusqu’au jour.

Vers neuf heures il sortit pour s’assurer si l’exécution de son projet était possible. Puis, après quelques démarches et quelques visites, il se rendit à la maison de ses parents. Sa mère l’attendait enfermée dans sa chambre. […] La voix de la bonne sortit des profondeurs du sous-sol :

— V’la, M’sieu, qué qui faut ?

— Où est Madame ?

— Madame est en haut avec M’sieu Jean ! […]

— Tiens, te voilà, toi ! Tu t’embêtes déjà dans ton logis.

— Non, père, mais j’avais à causer avec maman ce matin.

Jean s’avança, la main ouverte, et quand il sentit se refermer sur ses doigts l’étreinte paternelle du vieillard, une émotion bizarre et imprévue le crispa, l’émotion des séparations et des adieux sans espoir de retour. »

En ce qui concerne l’organisation du récit, Maupassant utilise le plus souvent une narration linéaire avec éventuellement quelques retours en arrière explicatifs limités (dans Bel-Ami par exemple).
Si les romans sont classiquement à la troisième personne avec un point de vue omniscient dominant, les nouvelles présentent une grande diversité narrative qui joue avec les différentes focalisations et les différents narrateurs. On peut repérer en effet des récits à la troisième personne destinés directement au lecteur (Une partie de campagne, Aux champs, Deux amis, Mademoiselle Fifi, Boule de Suif) et des récits à la première personne dans lesquels le narrateur, témoin, acteur principal ou secondaire, raconte un souvenir présenté comme personnel (Un réveillon – Mon oncle Sosthène, Qui sait ?). Il peut aussi s’adresser à un auditoire (collectif ou individualisé) et raconter un événement de sa vie (Conte de Noël, Apparition, La Main), ce qui justifie l’appellation de conte parfois utilisée par Maupassant, comme pour les récits à la première personne enchâssés dans un récit plus vaste où un personnage raconte au narrateur principal souvent quasi implicite ou en prenant la parole devant un auditoire, une histoire qui lui a été racontée précédemment (La Rempailleuse) ou à laquelle il a pris part (la Main, La Petite Roque) ; ce récit se présentant parfois sous l’aspect d’un manuscrit (La Chevelure) ou d’une lettre (Lui ?).
Ainsi la richesse des thèmes abordés, la vision personnelle du monde qui s’en dégage et la maîtrise de l’art d’écrire placent Guy de Maupassant aux premiers rangs des prosateurs du XIXe siècle ; il demeure en particulier le plus marquant des auteurs de nouvelles de la littérature française.

## Œuvres
Maupassant a publié certains textes sous pseudonymes :
- Joseph Prunier, pour son premier conte, La Main d’écorché en 1875 ;
- Guy de Valmont pour Gustave Flaubert en 1876. Il utilisa ce pseudonyme jusqu’en 1878 ;
- Chaudrons-du-diable, qu'il utilisa pour signer en 1880 la chronique Étretat dans la revue Le Gaulois du 20 août 1880[90].
- Maufrigneuse, qu’il utilisa de 1881 à 1885 pour signer ses chroniques ou nouvelles — dont la Lettre d'un fou — dans Gil Blas, étant sous contrat avec la revue Le Gaulois. Le choix de ce pseudonyme vient du personnage de Diane de Maufrigneuse, dans La Comédie humaine de Balzac.

### Romans
- Une vie (1883)
- Bel-Ami (1885)
- Pierre et Jean (1887)
- Mont-Oriol (1887)
- Fort comme la mort (1889)
- Notre cœur (1890)

### Nouvelles et contes
Maupassant a écrit chaque semaine pendant presque dix ans dans les journaux Le Gaulois et Gil Blas ; on peut donc estimer le nombre de chroniques, nouvelles ou contes à près de mille.

### Recueils de nouvelles
- La Maison Tellier (1881)
- Mademoiselle Fifi (1882)
- Contes de la bécasse (1883)
- Clair de lune (1883)
- Miss Harriet (1884)
- Les Sœurs Rondoli (1884)
- Yvette (1884)
- Contes du jour et de la nuit (1885)
- Toine (1885)
- Monsieur Parent (1886)
- La Petite Roque (1886)
- Le Horla (1887)
- Le Rosier de Mme Husson (1888)
- La Main gauche (1889)
- L'Inutile Beauté (1890)

Posthumes
- Le Père Milon (1899)
- Le Colporteur (1900)

Les éditions Lucien Souny ont édité en 2008 un recueil de nouvelles, Coquineries, dans lequel se trouvent quelques textes inédits provenant des collections d'une université américaine, de Claude Seignolle et d'un amateur anonyme.

### Théâtre

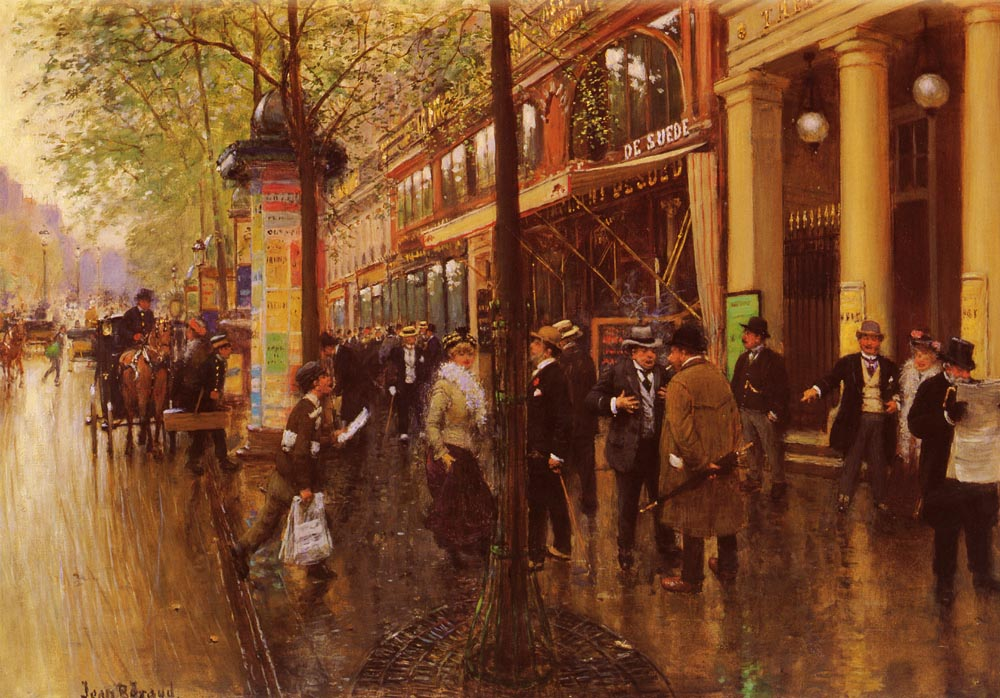
Jean Béraud, Les Grands Boulevards : Le Théâtre des Variétés (années 1880-1890).

- La Trahison de la Comtesse de Rhune (1875), pièce historique inédite publiée en complément de l'ouvrage de Pierre Borel, Le destin tragique de Guy de Maupassant, 1927. Republiée en 2013 en édition digitale.
- Histoire du vieux temps (1879)
- Une répétition (1880)
- Musotte (1891)
- La Paix du ménage (1893)
- À la feuille de rose, maison turque, comédie représentée en 1875 et publiée pour la première fois à Paris en 1945[93],[94]

### Poèmes
- Des vers (1880)[95]
- Des vers et autres poèmes, Publication Univ Rouen Havre, 2001, 474 p. (lire en ligne)

### Récits de voyage
- Au soleil (1884)
- Sur l’eau (1888)
- La Vie errante (1890)
- Fragments de voyages, Arvensa éditions, 2014, 900 p. (ISBN 978-2-85939-265-9, lire en ligne)

## Éditions
- Œuvres complètes illustrées, bois de Georges Lemoine d'après de nombreux artistes, éd. Paul Ollendorff, 1898-1904 ;
- Œuvres complètes, 29 vol., éd. Louis Conard de 1907-1910 ;
- Œuvres complètes, 15 vol., illustrations (Henri Vergé-Sarrat, Yves Alix…), Librairie de France, 1934-1938 ;
- Contes et nouvelles, 2 vol., textes présentés, corrigés, classés et augmentés de pages inédites par Albert-Marie Schmidt, avec la collaboration de Gérard Delaisement, Albin-Michel, 1964-1967 ;
- Maupassant, contes et nouvelles, 2 vol., texte établi et annoté par Louis Forestier, Bibliothèque de la Pléiade, éditions Gallimard, 1974 et 1979 ;
- Maupassant, romans, 1 vol., texte établi et annoté par Louis Forestier, Bibliothèque de la Pléiade, éditions Gallimard, 1987 ;
- Le Lit 29 & autres contes : une anthologie de 26 contes de Maupassant par Donald Adamson, Folio Society 1993 ;
- Chroniques, Paris, UGE, 10/18, 1980 ; rééd. 1993, 3 vol. ;
- Choses et Autres, Paris, Le Livre de Poche, Garnier-Flammarion, 1993 ;
- Chroniques, éd. Henri Mitterand, Paris, La Pochothèque, 2008 ;
- Guy de Maupassant, Théâtre, texte présenté, établi et annoté par Noëlle Benhamou, Paris, Éditions du Sandre, janvier 2012, 506 p.  (ISBN 978-2-35821-073-7) ;
- Mes voyages en Algérie, éd. Lumières libres, Aït Saâda (Kabylie), 2012 recueil des textes de Maupassant publiés dans Le Gaulois ;
- Mains enchantées, et autres mains du diable, La Fresnaie-Fayel, Otrante, 2015, 222 p. (ISBN 978-2-9551544-2-7).

## Adaptations

### Cinéma et télévision
Maupassant est l’un des romanciers français les plus adaptés dans le monde, aussi bien au cinéma qu’à la télévision.
Le film Guy de Maupassant de Michel Drach (Gaumont), avec Claude Brasseur, Jean Carmet, Simone Signoret, Miou-Miou, Véronique Genest et Daniel Gélin, relate la vie de l'écrivain.
Depuis The Son’s Return, réalisé en 1909 par D. W. Griffith avec Mary Pickford, jusqu’à la série de huit téléfilms intitulée Chez Maupassant et diffusée sur France 2 en 2007, on compte ainsi plus de 130 adaptations des œuvres de l’écrivain pour le petit comme pour le grand écran.
On peut notamment citer (par ordre alphabétique) :
- À la feuille de rose, maison turque, adapté pour la télévision par Michel Boisrond (1986) dans le cadre de l'anthologie Série rose ;
- Aux champs, adapté pour la télévision par Hervé Baslé pour la série L’Ami Maupassant (1986) et Olivier Schatzky pour l’anthologie Chez Maupassant (2008) ;
- Bel-Ami, adapté par Augusto Genina (1919), Albert Lewin (1947), Louis Daquin (1957), Helmut Käutner (1968), John Davies (1971) et, pour la télévision, par Pierre Cardinal (1983), Philippe Triboit (2005) et Declan Donnellan (2012) ;
- Berthe, adapté pour la télévision par Claude Santelli pour la série L’Ami Maupassant (1986) ;
- Boule de suif (parfois assimilé à Mademoiselle Fifi), adapté par Henry King (1928), Mikaël Rohm (1934), Kenji Mizoguchi (sous le titre Oyuki la vierge en 1935), Willy Forst (1938), Norman Foster (sous le titre La Fuga en 1944), Robert Wise (sous le titre Mademoiselle Fifi en 1944), Christian-Jaque (1945) et Shiling Zhu (1951). Le classique du western La Chevauchée fantastique (1939), réalisé par John Ford et mettant en vedette John Wayne, est en partie inspiré par Boule de suif ;
- La Chevelure, adapté par Paul Cox (1990) ;
- Ce cochon de Morin, adapté par Viktor Tourjanski (1924), Georges Lacombe (1932) et Jean Boyer (sous le titre La Terreur des Dames en 1956) ;
- Les Dimanches d'un bourgeois de Paris, adapté par Thomas Grascœur (2015)[96] ;
- L’Enfant, adapté pour la télévision par Claude Santelli pour la série L’Ami Maupassant (1986) ;
- La Femme de Paul et Le Signe, adaptés par Jean-Luc Godard (sous le titre Masculin-Féminin en 1966) ;
- Hautot père et fils, adapté pour la télévision par Jacques Tréfouel pour la série L’Ami Maupassant (1986) et pour l’anthologie Chez Maupassant (2007) ;
- L’Héritage, adapté pour la télévision par Alain Dhenault pour la série L’Ami Maupassant(1986) et par Laurent Heynemann pour l’anthologie Chez Maupassant (2007) ;
- Le Horla, adapté par Reginald Le Borg sous le titre Diary of a Madman (1962), en français L' Étrange Histoire du juge Cordier. Également adapté par Jean-Daniel Pollet (1969)[97].
- Madame Baptiste, adapté par Claude Santelli (1974) ;
- La Maison Tellier, Le Masque, Le Modèle, adaptés par Max Ophüls (sous le titre Le Plaisir en 1952) ;
- Mont Oriol, adapté par Claudio Fino (1958) et Serge Moati (1980) ;
- L’Ordonnance, adapté par Viktor Tourjanski (1921 et 1933) ;
- La Parure, adapté par D. W. Griffith (1909), Denison Clift (1921), Claudine Cerf et Jacqueline Margueritte (1993) et Claude Chabrol pour l’anthologie Chez Maupassant (2007) ;
- Le Parapluie, adapté par Claudine Cerf et Jacqueline Margueritte (1989) ;
- Le Père Amable, adapté pour la télévision par Claude Santelli (1975) et Olivier Schatzky pour l’anthologie Chez Maupassant (2007) ;
- La Petite Roque, adapté pour la télévision par Claude Santelli pour la série L’Ami Maupassant (1986) ;
- Pierre et Jean, adapté par Donatien (1924), André Cayatte (1943), Luis Buñuel (sous le titre Una Mujer sin amor en 1952) et, pour la télévision, Michel Favart (1973) et Daniel Janneau (2004) ;
- Le Port, adapté par Arcady Boytler (sous le titre La Mujer del Puerto en 1934) et Claude Santelli (1974) ;
- Qui sait ?, adapté par Claudine Cerf et Jacqueline Margueritte (1987) ;
- La Revanche, adapté pour la télévision par Harry Kümel (1986) dans le cadre de l'anthologie Série rose ;
- Le Rosier de Madame Husson, adapté par Bernard-Deschamp (1933), Jean Boyer (1950) et pour l’anthologie Chez Maupassant (2008) ;
- Le Signe, adapté en court-métrage par Jean-Luc Godard sous le titre Une femme coquette (1955), puis par Fred Hilberdink dans le cadre de l'anthologie Série rose ;
- Toine, adapté par René Gaveau (1932), Edmond Séchan (1980) et Jacques Santamaria pour l’anthologie Chez Maupassant (2007) ;
- Une partie de campagne, adapté par Jean Renoir (1936) ;
- Une vie, adapté au cinéma par Alexandre Astruc (1958), puis à la télévision par Élisabeth Rappeneau (2005), et de nouveau au cinéma par Stéphane Brizé (2016) ;
- Yvette, adapté par Alberto Cavalcanti (1928), Wolgang Liebenner (1968) et, pour la télévision, par Jean-Pierre Marchand (1971).

### Théâtre
- Les Femmes ? Eh bien quoi les femmes ? (1979), adaptation théâtrale (dont une partie cinéma) de textes de Maupassant, par César Gattegno, Théâtre du Rocher[98].
- Un frisson de peur et d'angoisse (2016), adaptation théâtrale de trois récits fantastiques, Un fou ?, La Peur et Apparition[99].
- Toutes les œuvres (pièces, romans et nouvelles) de Guy de Maupassant ont été jouées, adaptées ou lues du 15 octobre 2018 au 6 janvier 2019 au Théâtre du Nord-Ouest, dans le cadre de l'Intégrale Maupassant[100].

### Bandes dessinées
- Le Horla d'après l'œuvre de Guy de Maupassant par Guillaume Sorel - Éditions Rue de Sèvres - 2014  (ISBN 978-2-36981-011-7).
- The Diamond Pendant, adaptation de la nouvelle La Parure par Graham Ingels publiée dans le premier numéro d'Impact, édité par EC Comics en mars 1955.
- Le magazine jeunesse Je Bouquine a adapté La Parure en bande dessinée (no 396 de février 2017).

## Armoiries
Blasonnement: D'azur, onde d'argent, au chef de gueules, à la main de carnation issant d'un nuage d'argent, tenant une ancre d'or, brochant sur tout l'écu, le bras accosté de deux étoiles d'or

Commentaire: Armes des Maupassant (depuis 1752).

### Notices et ressources
- Site officiel
- Ressources relatives à l'audiovisuel :   - Africultures
  - American Film Institute
  - Filmportal
  - IMDb
  - Unifrance
- Ressources relatives à la musique :   - International Music Score Library Project
  - Discogs
  - MusicBrainz
  - Répertoire international des sources musicales
- Ressources relatives à la littérature :   - Académie française (lauréats)
  - Internet Speculative Fiction Database
  - NooSFere
- Ressources relatives au spectacle :   - Archives suisses des arts de la scène
  - Les Archives du spectacle
  - Kunstenpunt
- Ressources relatives à la bande dessinée :   - BD Gest'
  - Comic Vine
  - Tebeosfera
- Ressource relative à la santé :   - Bibliothèque interuniversitaire de santé
- Ressource relative à plusieurs domaines :   - Radio France
- Ressource relative à la recherche :   - Persée
- Notices dans des dictionnaires ou encyclopédies généralistes :   - Britannica
  - Brockhaus
  - Collective Biographies of Women
  - Den Store Danske Encyklopædi
  - Deutsche Biographie
  - Enciclopedia italiana
  - Gran Enciclopèdia Catalana
  - Hrvatska Enciklopedija
  - Internetowa encyklopedia PWN
  - Nationalencyklopedin
  - Proleksis enciklopedija
  - Store norske leksikon
  - Treccani
  - Universalis
  - Visuotinė lietuvių enciklopedija
- Notices d'autorité :   - VIAF
  - ISNI
  - BnF (données)
  - IdRef
  - LCCN
  - GND
  - Italie
  - Japon
  - CiNii
  - Espagne
  - Belgique
  - Pays-Bas
  - Pologne
  - Israël
  - NUKAT
  - Catalogne
  - Suède
  - Vatican
- Études médicales sur le cas de Maupassant, sur maupassantiana.fr.